# Mittelrhein

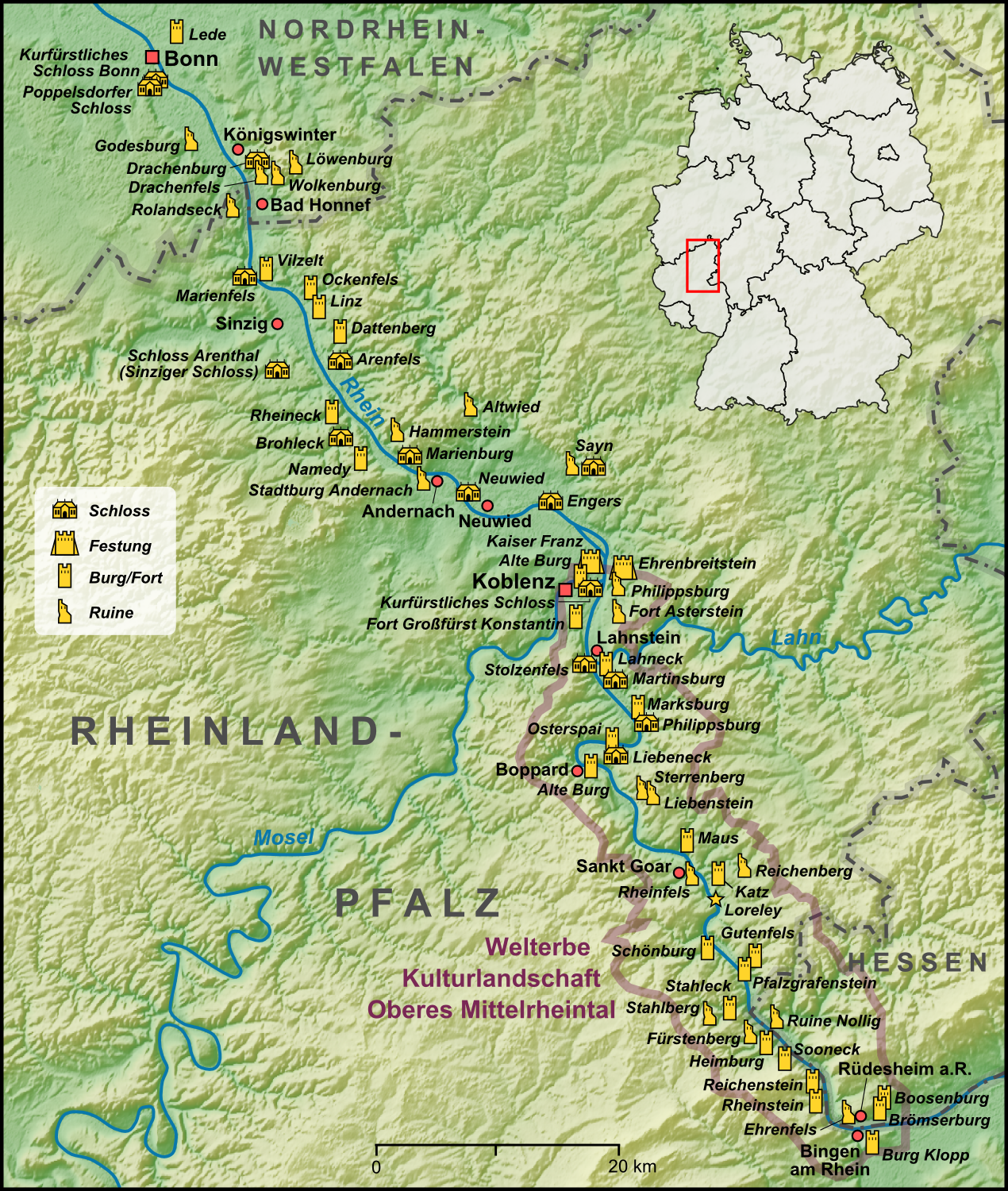
Karte des Mittelrheins

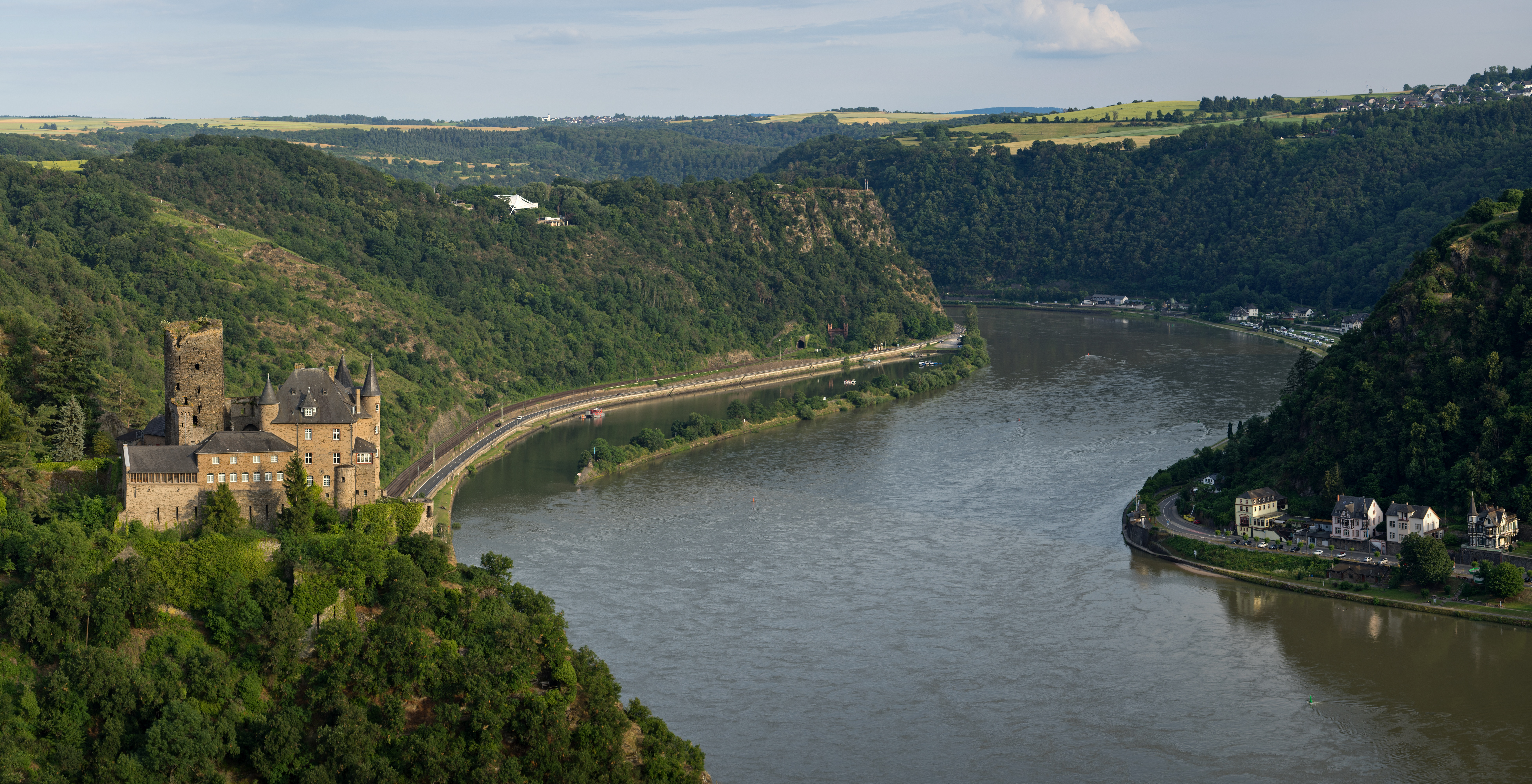
Blick auf Burg Katz, im Hintergrund die Loreley

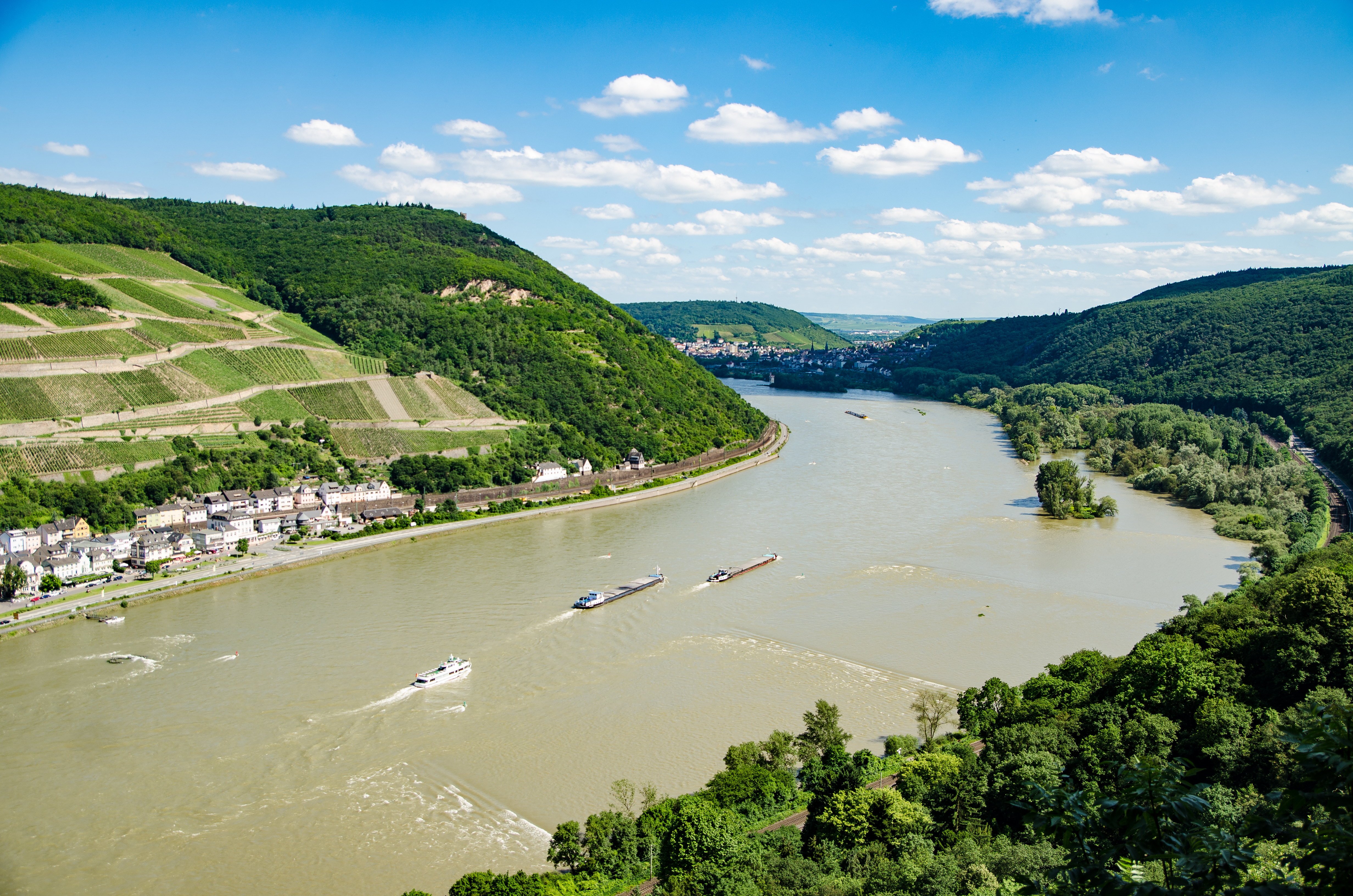
Beginn des Durchbruchstals zwischen Bingen am Rhein und Assmannshausen, im Hintergrund Nahemündung

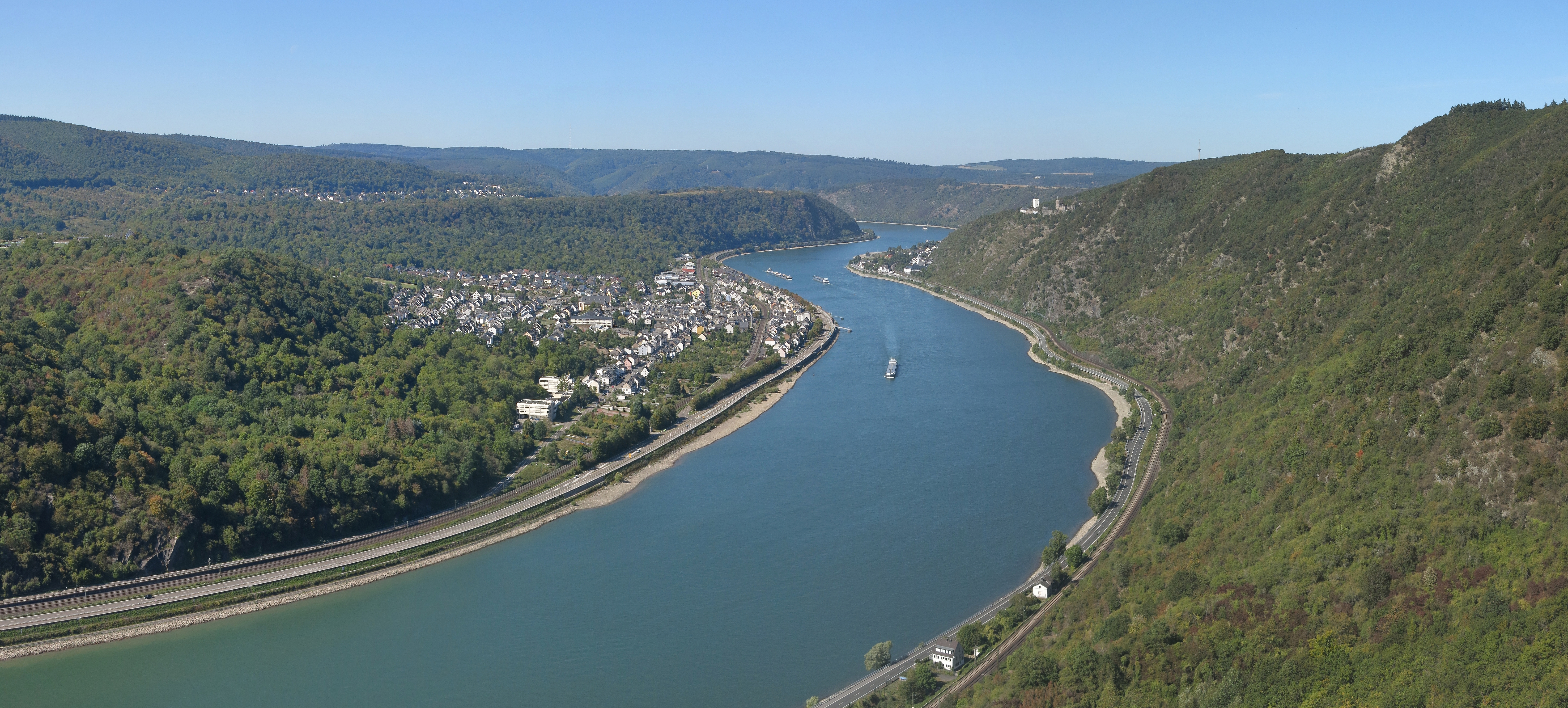
Blick von der Hindenburghöhe auf den Rhein bei Bad Salzig

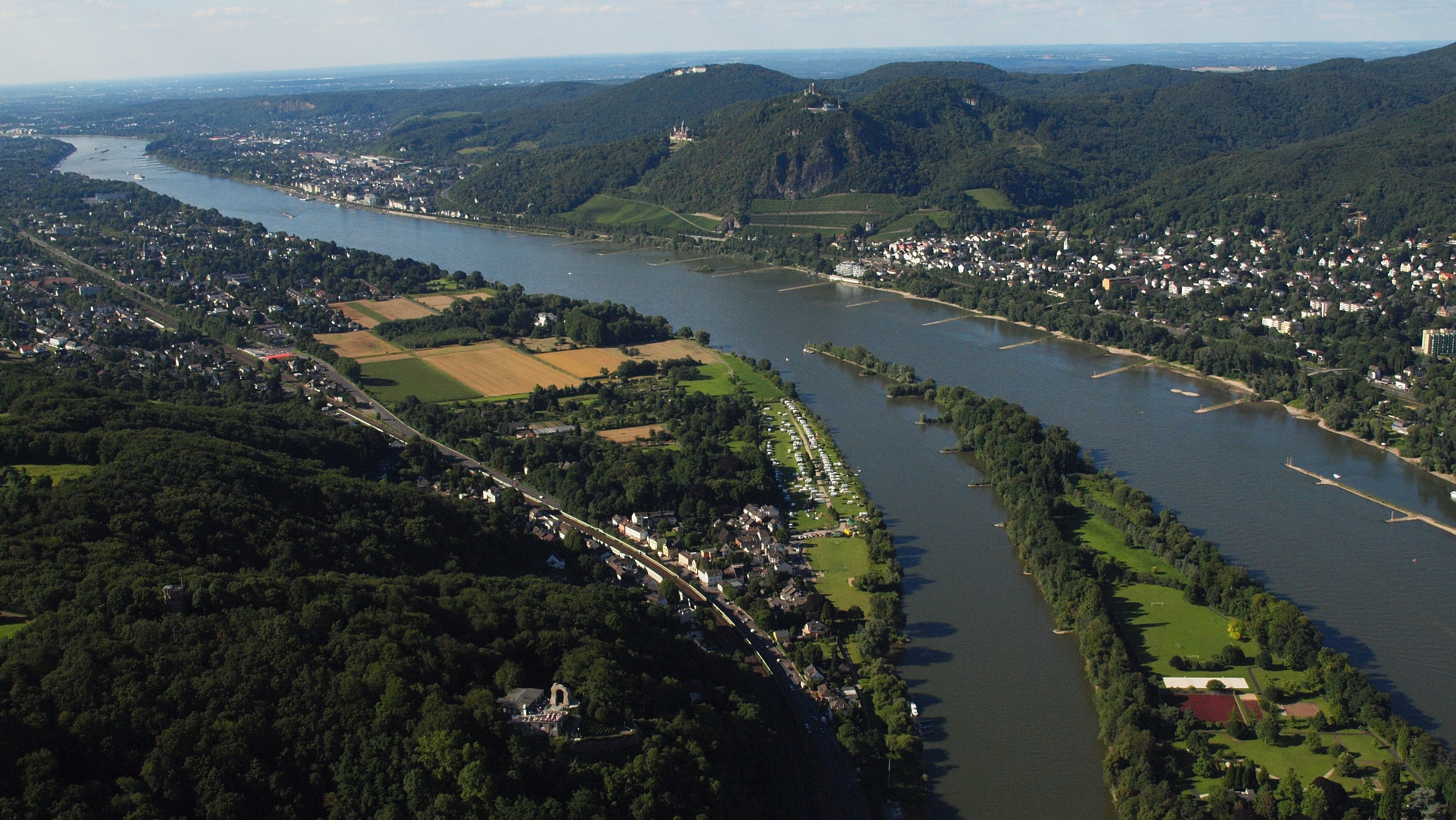
Ende des Durchbruchstals bei Rolandswerth und Rhöndorf, im Hintergrund das Siebengebirge

Der Mittelrhein, der 130 Kilometer lange Flussabschnitt des Rheins zwischen den Mündungen der Nahe bei Bingen und der Sieg bei Bonn, ist eine der bedeutendsten Kulturlandschaften Deutschlands. Das Flusstal, in dem rund 450.000 Menschen leben, wird begrenzt von Hunsrück und Eifel im Westen, von Taunus, Westerwald und Siebengebirge im Osten, von der Oberrheinebene im Süden sowie von der Kölner Bucht und dem Niederrhein im Norden.
Der Mittelrhein bildet auf seiner ganzen Länge ein Durchbruchstal durch das Rheinische Schiefergebirge, nur auf etwa halber Strecke unterbrochen von der Talweitung des Neuwieder Beckens. Daher ist er seit jeher einer der wichtigsten Verkehrswege zwischen Nord- und Süddeutschland. Seit römischer Zeit fand zudem ein steter Austausch zwischen der Mittelmeerregion und Nordeuropa über das Mittelrheintal statt. Im Herzen Europas gelegen, mal Grenze, mal Brücke der Kulturen, spiegelt es die Geschichte des Abendlandes exemplarisch wider. Charakteristisch für seine vom Menschen gestaltete Landschaft sind vor allem die Weinberge, aber auch zahlreiche Höhenburgen, andere Baudenkmäler und die verwinkelten, alten Städte und Dörfer auf dem schmalen Ufersaum.
Kultureller Reichtum und natürliche Schönheit haben das Mittelrheintal seit dem 19. Jahrhundert zum Touristenziel und zum Inbegriff der Rheinromantik gemacht. Deren bekanntester Ausdruck ist das Gedicht Die Loreley von Heinrich Heine. Die Fremdenverkehrsbranche vermarktet den südlichen Teil des Mittelrheins von Bingen und Rüdesheim bis Koblenz daher als „Tal der Loreley“. Als Kulturlandschaft Oberes Mittelrheintal wurde dieser Flussabschnitt 2002 zum UNESCO-Welterbe erklärt.

## Geographie

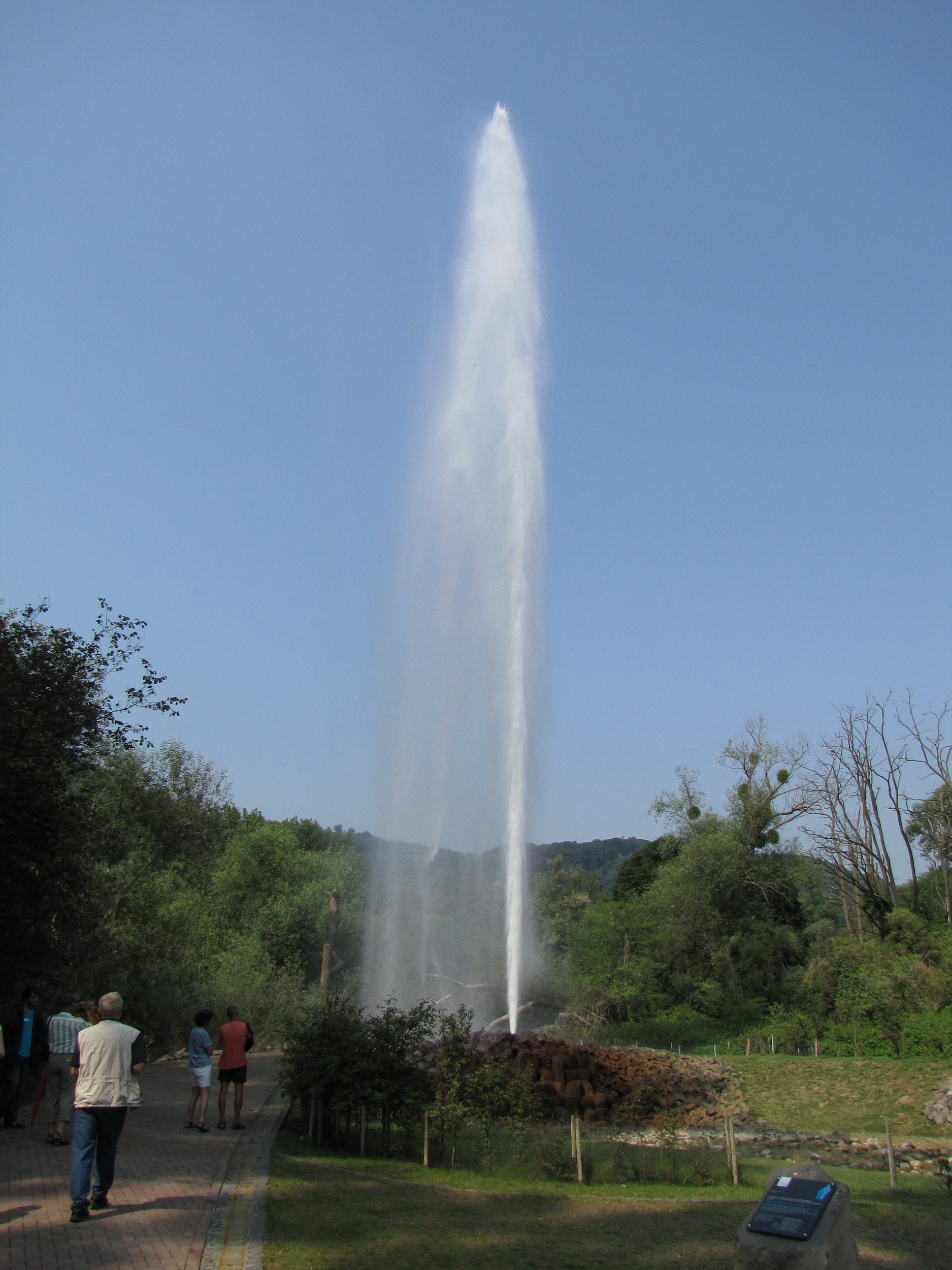
Der Geysir Andernach ist der höchste Kaltwassergeysir der Welt.

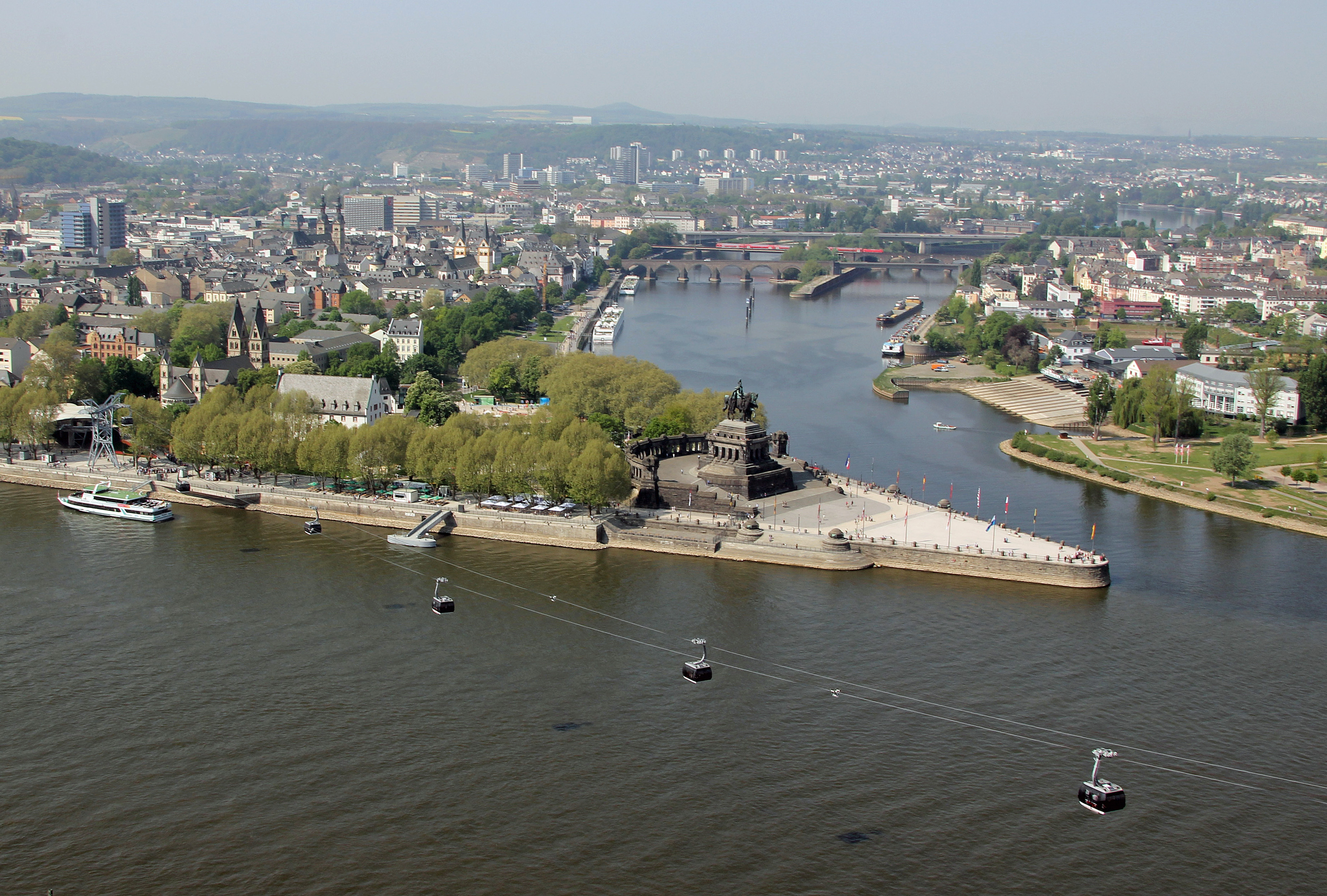
Moselmündung am Deutschen Eck in Koblenz

### Lage und Landschaft
Die geographische Bezeichnung Mittelrhein bezieht sich auf das enge antezedente Durchbruchstal des Rheins durch das Rheinische Schiefergebirge zwischen Bingen am Rhein und Rüdesheim am Rhein im Süden und Bonn-Bad Godesberg und Bonn-Oberkassel im Norden, also auf die klassische Rheinlandschaft. Das Mittelrheintal verläuft fast auf ganzer Länge, bis Rolandswerth und Rheinbreitbach auf dem Gebiet des Bundeslandes Rheinland-Pfalz, dann auf dem von Nordrhein-Westfalen. Geographisch zählt zum Mittelrheintal auch das rechte Rheinufer zwischen Rüdesheim und Lorch; politisch liegt es in Hessen, und als Weinbaugebiet zählt es zum Rheingau. Das Neuwieder Becken trennt den oberen vom unteren Mittelrhein. 
Südlich von Koblenz reichen die Talhänge großenteils bis an die Flussufer, unterhalb von Andernach abwechselnd der rechte oder der linke. Obwohl Prallhänge zumeist steiler sind als Gleithänge, ist die für ihre Schroffheit berühmte Loreley ein Gleithang. Sie liegt in dem kurvenreichen Talabschnitt zwischen Oberwesel und Rhens. Zu diesem Talabschnitt gehört auch die 180°-Kehre des Rheinverlaufs zwischen Boppard und Spey.
Die Hauptrichtung des Mittelrheins weicht etwa 30° gegen den Uhrzeigersinn von der Nord-Süd-Richtung (Meridiane) ab. Da die Meridiane in unseren Breiten deutlich näher bei einander liegen als die Breitengrade, ist die Koordinatendifferenz zwischen Bingen (49.97°N, 7.90°O) und Bonn (50.73°N, 7.10°O) in Nord-Süd-Richtung mit 0,76° ein klein wenig geringer als in als in Ost-West-Richtung mit 0,80°.
Unter dem Namedyer Werth steht Grundwasser durch eine natürliche Kohlendioxidblase unter Druck. Durch eine in der Hoffnung auf Mineralwasser durchgeführte Bohrung im Jahr 1903 entstand hier künstlich der Namedyer Geysir, als höchster Kaltwassergeysir der Welt seit 2006 touristisch erschlossen.

### Nebenflüsse
Größere Zuflüsse auf diesem Stromabschnitt sind linksrheinisch Nahe, Mosel und Ahr, dazu als viertlängster die Nette (mündet gegenüber der Wied), rechtsrheinisch Lahn, Wied und Sieg, dazu als viertlängster die Sayn (mündet vor Neuwied). Wirtschaftsgeschichtlich bedeutend ist auch das Tal der Brohl (mündet linksrheinisch zwischen Nette und Ahr); schon zur Römerzeit und erneut im Mittelalter war es ein Zentrum des Tuffsteinabbaus.

### Ortschaften
Die wichtigsten Städte am linken Ufer sind Bingen am Rhein, Bacharach, Oberwesel, Sankt Goar, Boppard und Koblenz am oberen sowie Andernach, Bad Breisig, Sinzig, Remagen und Bonn am unteren Mittelrhein. Am rechten Flussufer liegen Rüdesheim am Rhein, Assmannshausen, Lorch, Kaub, Sankt Goarshausen, Braubach und Lahnstein am oberen sowie Vallendar, Bendorf, Neuwied, Bad Hönningen, Linz am Rhein, Unkel, Bad Honnef und Königswinter am unteren Mittelrhein.

## Wirtschaft

### Schifffahrt und Straßenverkehr

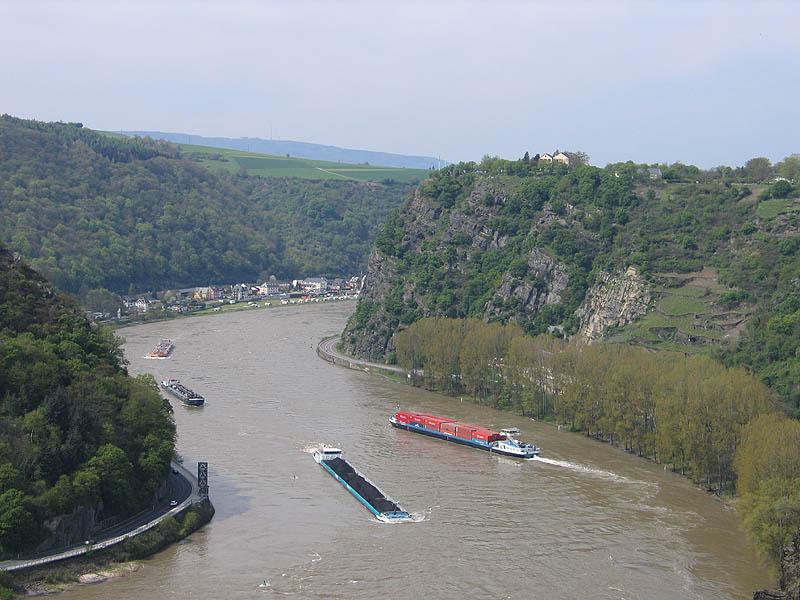
Signalstelle an einer besonderen Gefahrenstelle nahe der Loreley

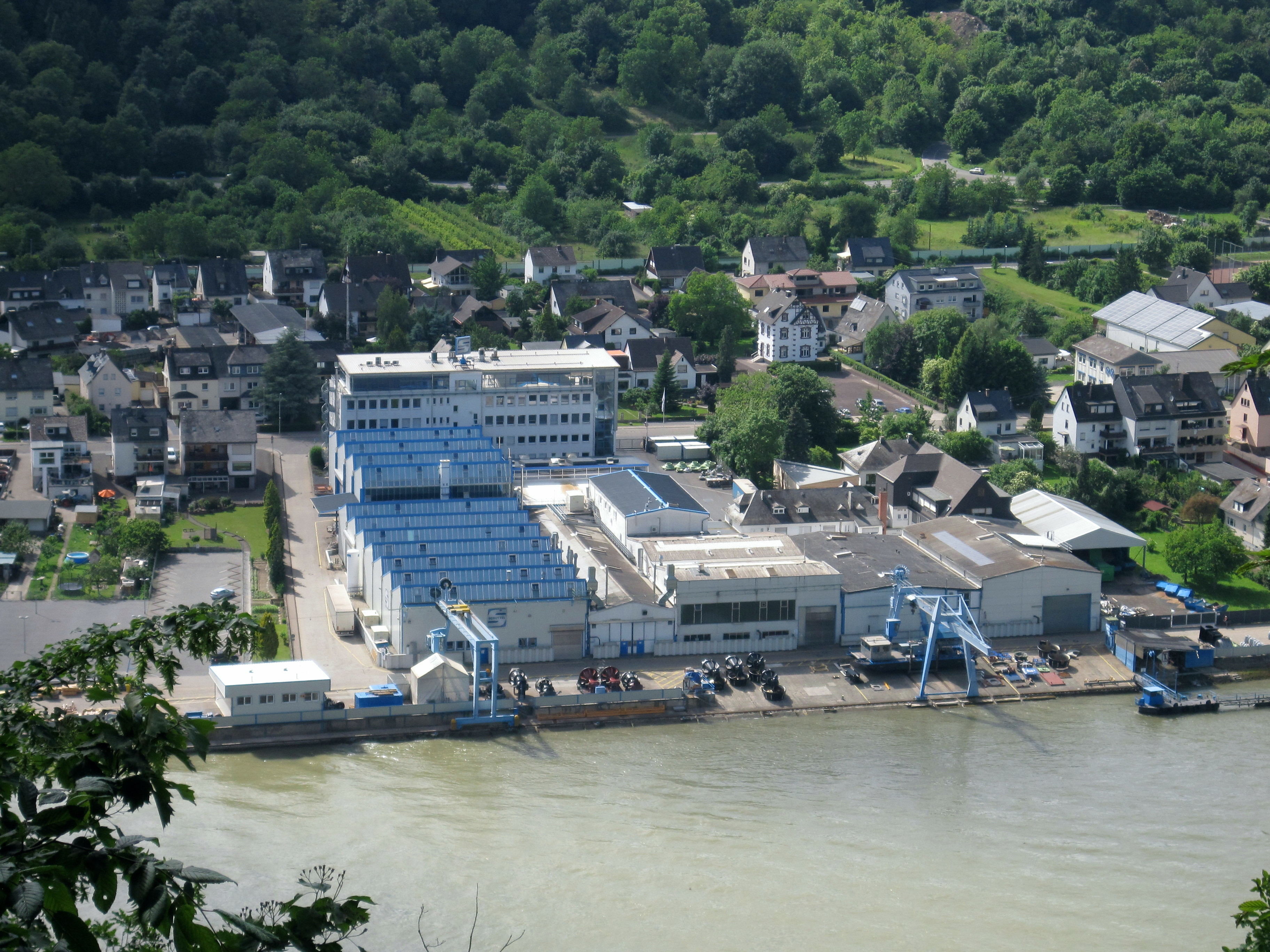
Die Schottel-Werft in Spay

Wichtige Verbindungen mit hohem Verkehrsaufkommen durch das Flusstal sind zum einen der Rhein selbst als Bundeswasserstraße, zum anderen die Bundesstraße 9 und die Linke Rheinstrecke der Eisenbahn am westlichen sowie die Bundesstraße 42 und die Rechte Rheinstrecke der Bahn am östlichen Flussufer. Parallel zum Fluss verlaufen links- und rechtsrheinisch die Bundesautobahnen A61 und A3 über die Höhen des Rheinischen Schiefergebirges. Auf der Höhe von Koblenz bildet die A48 eine Querverbindung zwischen A61 und A3.
Der Rhein gehört zu den am stärksten befahrenen Wasserstraßen der Welt. Die größten Häfen entlang des Mittelrheins befinden sich in Andernach, Bendorf, Koblenz und Lahnstein. Da der Fluss auf diesem Abschnitt das Rheinische Schiefergebirge durchbricht, bildet sein Tal eine besondere Engstelle mit engen Kurven und Untiefen. Um die Gefahr für die Rheinschifffahrt zu verringern, wurden zahlreiche Felsen und Riffe gesprengt und bis in die 1970er Jahre Lotsen eingesetzt. Heute lotst die Wahrschau am Mittelrhein die Schiffe mittels Lichtsignalanlagen durch die gefährlichste Passage zwischen Oberwesel und St. Goar.
Das bedeutendste Unternehmen der Schiffsbau-Industrie am Mittelrhein ist die weltweit tätige Schottel Industries GmbH mit Sitz in Spay oberhalb von Koblenz. In der früheren Schottel-Werft wurde Anfang der 1950er Jahre der Ruderpropeller entwickelt, der die Manövrierfähigkeit von Schiffen revolutionierte.
Ein infolge der Klimakrise immer häufiger auftretendes Problem für die Schifffahrt sind zu geringe Wassertiefen in der warmen Jahreszeit. Im Jahr 2023 wies der Mittelrhein erstmals schon Anfang März die Hälfte des üblichen Pegelstandes auf. Wissenschaftler bewerten diesen Rekord als Folge der vorausgegangenen Dürrejahre.

### Weinbau

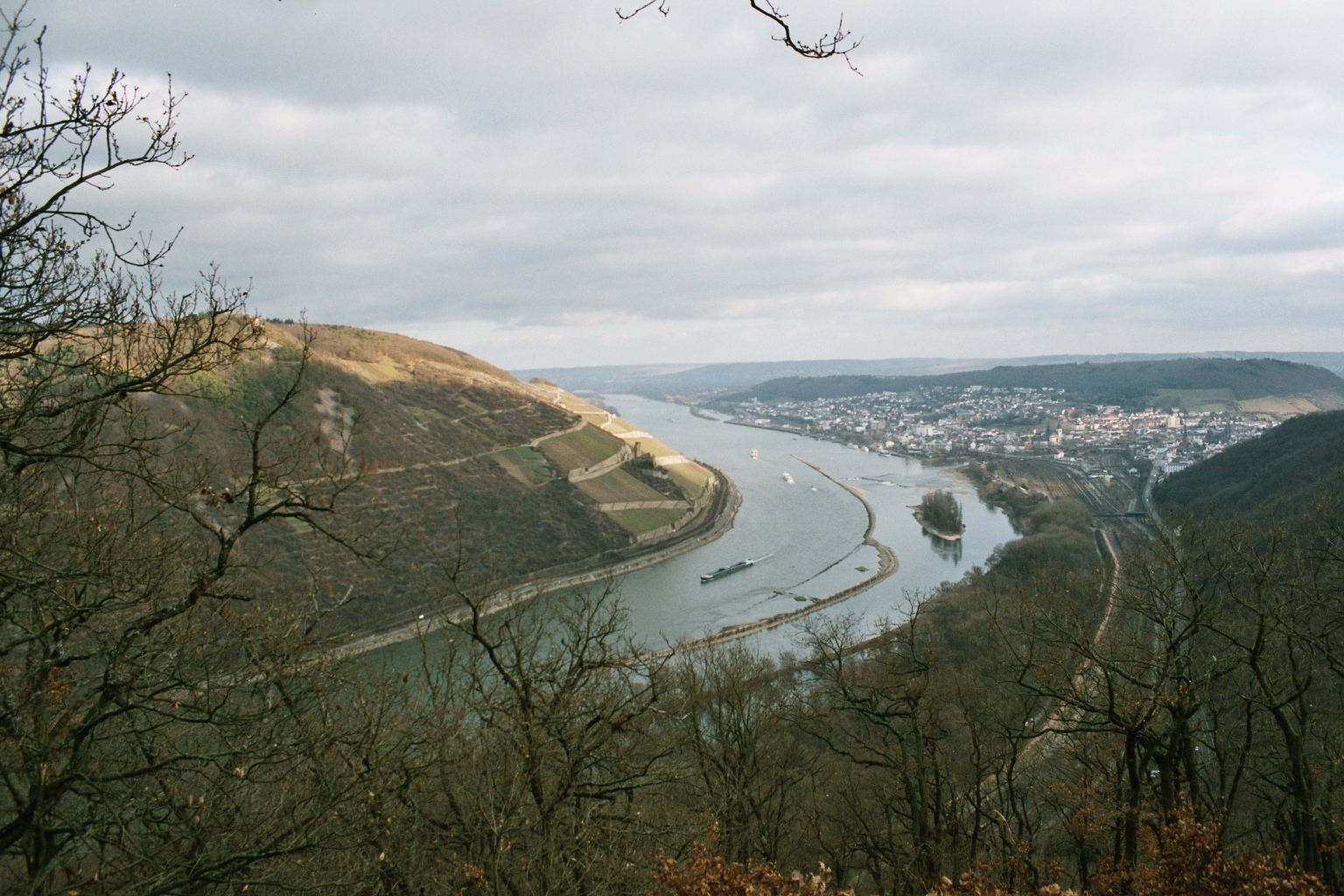
Verbuschte Weinbergsterrassen

Größtenteils identisch mit der geographischen Region ist das Weinbaugebiet Mittelrhein, eines der durch das deutsche Weingesetz festgelegten „bestimmten Anbaugebiete“ für Qualitätswein. Die hessischen Weinorte zwischen Lorchhausen und Rüdesheim gehören allerdings zum Weinbaugebiet Rheingau.
Gebracht haben den Weinbau die Römer. Allerdings entwickelte er sich erst im Mittelalter von der Moselmündung aus nach Süden. Diese Entwicklung verlief in vier Phasen vom 11. bis Ende des 14. Jahrhunderts.
Wesentlich für die Entwicklung war die neue Technik des Terrassenweinbaus. Bebaut wurden Flächen von 25 bis 30 Grad und mehr. Begünstigt war der Anbau durch das Klima. Der Rhein sowie die Schiefer- und Grauwackeverwitterungsböden funktionieren als Wärmespeicher, die große Temperaturschwankungen verhindern. Hinzu kommt der gute Kaltluftabfluss an den steilen Hängen.
Dies kommt vor allem dem spät reifenden Riesling zugute, der hier zu ca. 75 % die Anbauflächen bestimmt. Der Terrassenweinbau war wesentlich kleinteiliger als es die heutige Situation zeigt, die erst nach einer Flurbereinigung in den 1960er Jahren entstand (siehe Bild verbuschte Weinbergsterrassen – links und oberhalb der großflächigen Hängen verbuschte Kleinterrassen, erkennbar an den vielen hellen, querlaufenden Linien). Mit den alten Trockenmauern ging damals auch ein Biotop für Kleinlebewesen verloren. Teilweise sind im Mittelrheintal noch Terrassen in alter Form in Bewirtschaftung (auch an der alten Bindung der Triebe erkennbar – pro Stock ein Pfahl).
Wein war im Mittelalter das einzige unverkeimte und lagerfähige Volksgetränk, da Bier meist schlecht und teurer, Kaffee und Tee noch unbekannt waren. Eine regionale, weit nach Norden gehandelte Spezialität war die Herstellung von Feuerwein im Viertälergebiet um Bacharach (heute wieder im Posthof Bacharach hergestellt). Er war eines der wichtigsten Handelsgüter im Mittelalter, begünstigt durch den Rhein als wichtigste Wasserstraße und bestehende Römerstraßen. Daher war er interessant für Grundherren (Wertsteigerung). Die Verbesserung der rechtlichen, sozialen und wirtschaftlichen Lage durch immer mehr benötigte Fachkräfte, führte zu neuen Pachtverhältnissen und zum Aufschwung. Im Spätmittelalter war der Hauptteil der Bevölkerung vom Weinbau abhängig. Nach Auflösung vieler Grundherrschaften erfolgte die Aufsplitterung in viele kleine Parzellen.
Bis zum Ende des 16. Jahrhunderts hatte dieser Wirtschaftszweig Hochkonjunktur, dann kam es durch den Dreißigjährigen Krieg zu Rezession und Verfall. Auch bessere Bierpreise sowie Tee und Kaffee schmälerten die Erlöse. Ab 1815 gab es durch die Zugehörigkeit zu Preußen wieder einen großen linksrheinischen Aufschwung (quasi Monopol). Ab 1839 entstand durch den deutschen Zollverein starke Konkurrenz. Dies war der Beginn der Umwandlung vom Haupt- zum Nebenerwerbswinzer. Teilweise gab es zusätzlichen Profit durch die Rheinromantik (Gutsausschank) und die aufkommende Sektindustrie. Ab 1870 erfolgte eine neue Krise wegen der Eisenbahn (verbesserter Transport), der Industrialisierung, billigerer und besserer Konkurrenz aus dem Ausland und dem Aufkommen von Rebschädlingen von Amerika über Frankreich (Mehltau, Reblaus, falscher Mehltau und Heu- und Sauerwurm). Tiefere Ursache des Niedergangs waren die veränderten sozioökonomischen Bedingungen. Bis ins 19. Jahrhundert gab es kaum eine andere Erwerbsmöglichkeit. Dann erfolgten wegen des geringen Profits große Abwanderungen in die aufkommende Industrie. Die linke Seite war erst nach dem Zweiten Weltkrieg mehr betroffen (bis dahin gab es hier kaum Industrie, sowie mehr Fremdenverkehr). Trotz der in den 1960er Jahren bei 92 % der Flächen durchgeführten Flurbereinigung erfolgte ein weiterer Rückgang wegen der mangelnden Profitsituation.
58 % der um 1900 vorhandenen Weinbergsflächen sind heute vollständig und unwiederbringlich brachgefallen. Weitere 16 % weisen einen Bracheanteil von 40 bis 80 % auf. Übrig geblieben sind rund 480 Hektar – Tendenz sinkend auf im Jahr 2006 noch ca. 380 Hektar tatsächlich bestockte Fläche. Die Weinbaubrachen verbuschen und werden schließlich vom Wald zurückgeholt. Dies ist hier ein großes Problem. Wenn man den Charakter der Landschaft erhalten will, sind große Anstrengungen nötig, um für die Terrassen neue Nutzungen zu finden, oder sie zumindest offen zu halten. Ein gelungenes Beispiel zum Erhalt des Weinbaus ohne tiefgreifende Erdbewegungen in die Landschaft stellt die Flurbereinigung im Oelsberg bei Oberwesel dar. Durch Querterrassierung des Geländes und die Anlage einer Tropfberegnungsanlage konnten ehemalige Kleinparzellen in der Bewirtschaftung gehalten werden. Auch in Bacharach ist eine sanfte Umgestaltung zur leichteren Bewirtschaftung des Rebgeländes in Planung. Besonders landschaftsprägende Einzellagen wie am Roßstein gegenüber Oberwesel, unter der Burg Stahleck Bacharach oder um die Burg Gutenfels Kaub verdienen die Weiterbewirtschaftung, um den Reiz der Kulturlandschaft zu erhalten. Viele Burgen haben an ihrem Fuße mittlerweile aufgelassenes und stark verbuschtes Rebgelände. Eine Wiederaufrebung unterstützt die viel umworbene Postkartenidylle, denn das lichte und feingegliederte Grün und satte Gelb im Herbst der kleinparzellierten Rebterrassen heben sich optisch gut vom Grün des Waldes ab. Trotz Flurbereinigung ist die Mechanisierung begrenzt, da die Flächen meist zu steil sind, um sie mit radgetriebenen Traktoren oder Traubenvollerntern zu befahren. Daher ist die Rentabilität nur für Betriebe mit Flaschenweinvermarktung gegeben, die meist noch ein Zusatzeinkommen durch Vermietung von Ferienwohnungen oder durch Gastronomie (typische Wein- und Straußwirtschaften) bestreiten.

### Waldwirtschaft
Ursprünglich waren weite Teile des Tals bewaldet. Im Flusstal wuchsen Auwälder aus Silberweiden, an den Hängen Eichen und Hainbuchen – auf besseren Böden auch Buchen.
Die erste wirtschaftliche Nutzung erfolgte durch die Römer, die auch Rodungen für Acker- und Weideflächen vornahmen. Mit dem karolingischen Landesausbau (Höhepunkt im 13. Jahrhundert) kam es zu einer Erhöhung der Siedlungs- und Bevölkerungsdichte. In dieser Periode wurden die Weinberganlagen erschlossen und auf den Terrassen begann die Nutzung des Geländes als Acker- und Weideflächen. Ende des 14. Jahrhunderts gab es ca. 50 % Wald weniger. Jetzt erkannte man die wirtschaftliche Bedeutung und die Waldnutzung wurde für die Region überlebensnotwendig.
Waldnutzungsformen vom Mittelalter bis ins 19. Jahrhundert
- Hauptnutzung war die Holzentnahme als Bau- und Brennstoff sowie zur Herstellung von Geräten.
- Die Waldweide lieferte durch Gräser und Kräuter im Hochwald Nahrung für das Vieh. Beim Eintrieb von Schweinen nutzte man Eicheln und Bucheckern im Herbst zur Mast. Grünlaub wurde ebenfalls verfüttert und als Stallstreu genutzt. Eine beliebte Methode war das „Schneiteln“ von Bäumen. Dabei wurden die Bäume „auf den Stock gesetzt“ indem man sie bis zum Wurzelstock kappte. Das war nur bei Baumarten wie Eiche und Hainbuche möglich, da sie die Fähigkeit zur Verjüngung durch Neuaustrieb haben, was reichen Laubnachwuchs brachte. Auf diese Weise entstand ein „Niederwald“.
- Bei der Wald-Feld-Wechselwirtschaft nutzte man die Flächen als Ackerland. Nach einer Brandrodung folgte ein bis drei Jahre eine Zwischennutzung als Anbaufläche (z. B. Roggen), der sich eine Brache von 10 bis 20 Jahren anschloss. Teilweise wurden während der Brache die Flächen auch als Weide genutzt.
- Eine wichtige Einkommensquelle war die Gewinnung von Eichengerbrinde (Lohe). Die Bäume wurden etwa in Mannshöhe gekappt und die Rinde mit dem Lohlöffel abgeschält. Auch diese Flächen konnte man als Ackerland zwischennutzen.
- Weitere Nutzungsformen waren die Köhlerei (Holzkohle zur Erzverhüttung), Aschebrennerei (Pottasche für die Glasindustrie), die Seifensiederei (als Bleichmittel) sowie die Gewinnung von Weidenruten.

Heute wird das Tal von durchgewachsenen Niederwäldern beherrscht. Bei vielen Eichen ist das an knubbeligen Auswüchsen über dem Wurzelstock erkennbar. Der letzte „Abtrieb“ erfolgte nach dem Zweiten Weltkrieg durch die Franzosen als Reparationsleistung. Da die Bäume mittlerweile zu groß geworden sind, droht hier Gefahr, weil die kargen Hänge die Last nicht mehr tragen können.

### Tourismus

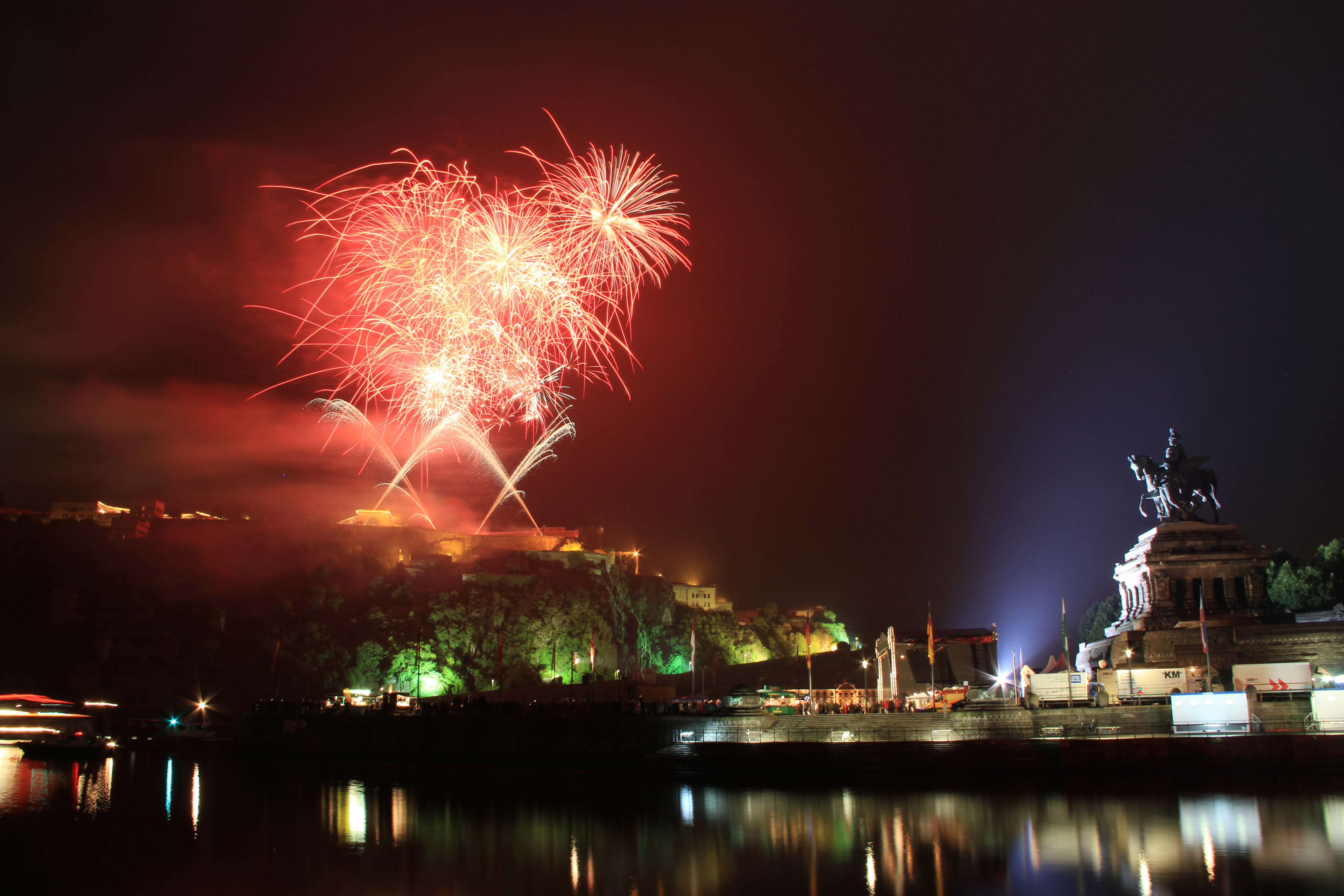
Rhein in Flammen von der Festung Ehrenbreitstein in Koblenz

Junge britische Adlige auf der Grand Tour nach Italien entdeckten den Mittelrhein im 18. Jahrhundert. Die Reisen von Alexander von Humboldt an den Mittelrhein 1789 und 1790, letztere gemeinsam mit Georg Forster, waren zwar vorrangig naturkundlich motiviert, trugen aber dazu bei, Aufmerksamkeit auf die Region zu lenken. Mit der deutschen Romantik wurde der Mittelrhein auch in Deutschland zu einem Sehnsuchtsziel. Der durch die Rheinromantik ausgelöste Tourismus, befördert durch die Aufnahme des Dampfschiff-Linienverkehrs durch die Köln-Düsseldorfer 1827 und den Bau der Eisenbahn in den 1840er bis 1870er Jahren, brachte dem Mittelrhein eine neue wirtschaftliche Blüte, die bis weit ins 20. Jahrhundert anhielt. Das einzige noch heute verbliebene Schaufelradschiff auf dem Rhein ist die Goethe, die zwischen Koblenz und Rüdesheim verkehrt.
Das Interesse der deutschen wie der ausländischen Touristen am Mittelrhein ging nie verloren, nahm aber ab den 1980er Jahren merklich ab. Um den Mittelrhein im 21. Jahrhundert wieder attraktiver zu machen, wurden unter anderem zwei neue Fernwanderwege eröffnet, der Rheinsteig auf der rechten Rheinseite und der Rheinburgenweg auf beiden Rheinseiten, die ein besonders intensives Erleben der Kulturlandschaft ermöglichen. Radfahrer können das komplette Mittelrheintal zwischen Bingen und Bonn auf dem Rhein-Radweg befahren. Während der Weg linksrheinisch durchgehend abseits der Autostraße am Flussufer entlangführt, gibt es rechtsrheinisch noch einige kleinere Lücken, die über die Straße überbrückt werden müssen.

#### Touristische Veranstaltungen
- Rhein in Flammen Großfeuerwerke im Mai, Juli, August und September
- Kulinarische Sommernacht am vierten Wochenende im August in Bacharach
- Mittelrhein-Marathon Marathon von Oberwesel bis zum Deutschen Eck (bis 2015)
- Tal Total am letzten Sonntag im Juni, autofreies Rheintal zwischen Bingen am Rhein/Rüdesheim am Rhein und Koblenz/Lahnstein (bis 2019)
- Rhine on Skates im August, geführte Inline-Skating-Tour von Bingen über Koblenz und Lahnstein nach Rüdesheim (135 km) mit ca. 1200 Teilnehmern (2009)[6]

## Geschichte

### Vor- und Frühgeschichte
Beim Ausbruch des Laacher See-Vulkans wurden riesige Mengen vulkanischer Asche und Bims ausgeschleudert, die zusammen mit größeren Mengen abgerissener Baumstämme die Talenge des Rheins an der Andernacher Pforte verstopfte. Der dadurch aufgestaute See erstreckte sich über das Neuwieder Becken bis in den Oberrhein. Die Flutwelle nach dem Dammbruch ergoss sich über weite Bereiche des Niederrheins und lässt sich dort noch an den Kiesschichten ablesen. In den Bims-Ablagerungen wurden Relikte von Menschen gefunden, die wahrscheinlich auf der Flucht vor dem Ausbruch waren.
Die Terrassen des Mittelrheintals waren auch in der früheren Eisenzeit besiedelt. Dies belegen die Hügelgräberfelder rund um den Stadtwald von Boppard, im Breyer Wald und die Ringwallanlagen auf dem Dommelberg bei Koblenz und auf dem Hünenberg bei Sankt Goarshausen. An der westlichen Grenze des Mittelrheingebietes finden sich die auch Spuren einer keltischen Besiedlung, mit dem Grabpfeiler von Pfalzfeld und dem Fürstengrab von Waldalgesheim. Im 4. Jahrhundert v. Chr. war das Gebiet bereits in den Einflussbereich der mediterranen Hochkulturen gekommen. Die Nord-Süd-Verbindung zwischen der Nahemündung und der Moselmündung reichte bereits in die vorrömische Zeit zurück. Die später von den Römern ausgebaute Trasse deckt sich in weiten Abschnitten mit dem Streckenverlauf der heutigen Autobahn 61.

### Römerzeit
Die Römer besiedelten das Gebiet des Mittelrheins von der Mitte des 1. Jahrhunderts v. Chr. bis ca. 400 n. Chr. Wichtiger Faktor war dabei der Ausbau der Fernstraße (Römische Rheintalstraße) zwischen den Provinzhauptstädten Mainz und Köln entlang des linken Rheinufers, sowohl auf den Hochflächen (Rheinböllen nach Norden) wie auch im linksrheinischen Tal (heutige Bundesstraße 9). Reste bedeutsamer Straßensysteme (Geleisewege) finden sich z. B. nahe der heutigen Burg Stahleck Bacharach. Die Städte Bingen (Bingium) und Koblenz (Confluentes) wurden früh zu Standorten frühkaiserzeitlicher Kastelle und Oberwesel (Vosolvia) beherbergte eine römische Straßenstation. Von ihren Kastellen aus schützten die Garnisonen die Landwirtschaft und Bodenschätze und hielten außerdem die Germanenstämme der Tenkterer, Usipeter, Menapier und Eburonen auf Distanz. Die landwirtschaftlichen Siedlungen im Hinterland übernahmen die Versorgung der Menschen in den Städten und Militärlagern.
Die Römer nutzten den Rhein für die Schifffahrt und legten bereits im 1. Jahrhundert n. Chr. in Koblenz feste Rhein- und Moselbrücken an. Der seit 83–85 n. Chr. errichtete Grenzwall Limes musste um 260 n. Chr. aufgegeben und die Grenze an den Rhein zurück verlegt werden. Das rechte Rheinufer gewann für das römische Heer eine größere Bedeutung, wie zum Beispiel die Burgus bei Niederlahnstein belegt. Im Zuge der Sicherung der Reichsgrenzen unter den römischen Kaisern Konstantin und Valentinian wurden in Koblenz (Confluentes) und Boppard (Bodobrica) Kastelle errichtet und mit starken Mauern und Rundtürmen befestigt, von denen Reste erhalten sind.
Im 5. Jahrhundert zwangen die Alamannen und Franken die Römer zum vollständigen Rückzug. Die Stämme übernahmen die römischen Städte und vor allem die Franken gründeten auf dem Land neue Siedlungen, die meist unabhängig von den alten römischen Hofstellen entstanden. In diesen Orten, man erkennt sie noch heute an Namen, die auf „–heim“ enden, wurde Ackerbau und Viehzucht betrieben.
Ende des 5. Jahrhunderts gründete der Merowingerkönig Chlodwig das fränkische Reich. Obwohl der romanische Bevölkerungsanteil ständig zurückging, sprachen die Menschen einen franko-romanischen Dialekt und blieb Latein die Verwaltungssprache. Bopparder Grabinschriften, u. a. in St. Severus und der Karmeliterkirche, aus dem 4./5. bis 8. Jahrhundert belegen das Fortleben einer romanischen Bevölkerungsgruppe neben den fränkischen Zuwanderern.

### Mittelalter
Die römischen Siedlungen, zumal die Kastellorte im Rheintal, wurden von den Frankenkönigen als Kron- und Fiskalgut in Besitz genommen. Das Gebiet von Bingen rheinabwärts mit Bacharach, Oberwesel, St. Goar, Boppard bis Koblenz und darüber hinaus bis Sinzig und Remagen war bis in die Karolingerzeit fast geschlossen in königlichem Besitz. Erst im 8. Jahrhundert begann die Veräußerung einzelner Teile des Reiches, die sich bis zum Beginn des 14. Jahrhunderts hinzog. Nutznießer der Schenkungen waren u. a. die Äbte von Prüm und Trier, St. Maximin und die Erzbischöfe von Köln, Trier, Mainz und Magdeburg. Die Grafen von Katzenelnbogen konnten als Vögte der Abtei Prüm ein eigenes Herrschaftsgebiet um St. Goar mit der Burg Rheinfels errichten, das nach ihrem Aussterben 1479 die Landgrafen von Hessen erbten.
Die Teilung des Reichs von Karl dem Großen durch seine Enkel, die 842 in St. Kastor in Koblenz vorbereitet wurde, ließ das linke Rheinufer zwischen Bacharach und Koblenz an das Mittelreich fallen. Erst 925 wurde Lotharingien endgültig mit dem ostfränkischen, deutschen Reich vereinigt.
Bis zur Stauferzeit blieb der Rhein ein Kernland der königlichen Macht, hier lag die „Vis maxima regni“ (Otto von Freising). In Koblenz wurde 1138 der Staufer Konrad III. zum deutschen König gewählt.

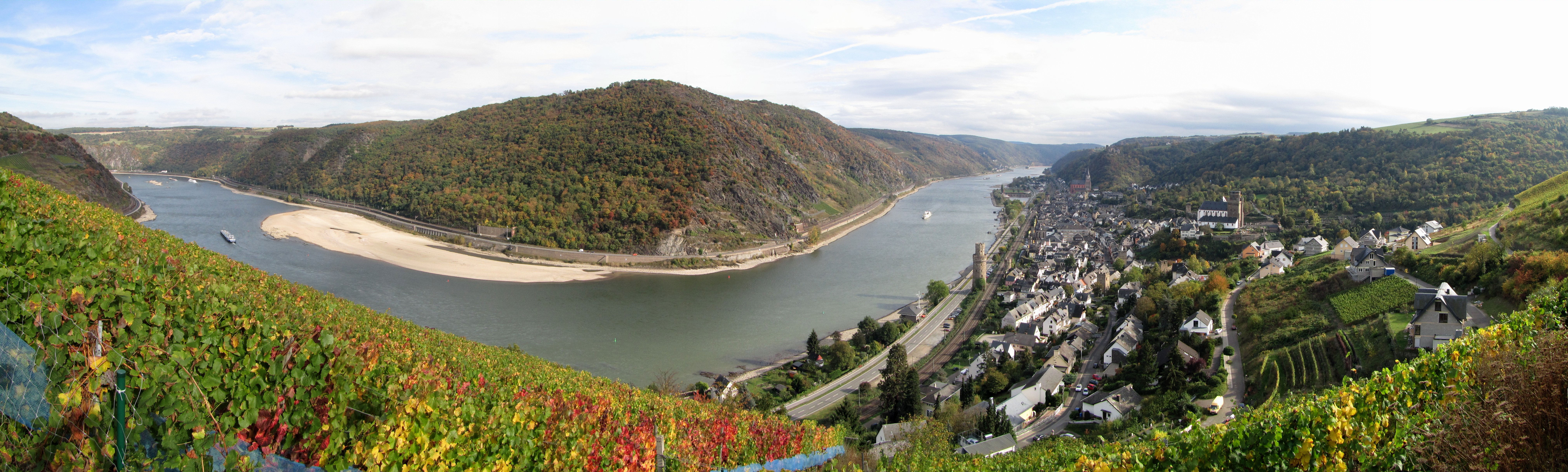
Das Mittelrheintal bei Oberwesel

### Spätmittelalter
Die Region am Mittelrhein war im Spätmittelalter durch ihre territoriale Zersplitterung gekennzeichnet. Neben den geistlichen Kurfürsten von Köln, Mainz und Trier hatte seit Hermann von Stahleck 1142 auch der Pfalzgraf am Mittelrhein um Bacharach und Kaub an Einfluss gewonnen. Als Zeichen der gegenseitigen Konkurrenz („Katz“ und „Maus“), aber auch als Zollstätten am zentralen Handelsweg des Rheins entstand der größte Teil der rund 40 Burgen im Raum zwischen Bingen und Koblenz.
Zum Teil beeinflusst von Anlagen in Frankreich, Italien und den Kreuzfahrerstaaten sind es besondere Beispiele mittelalterlicher Wehrarchitektur. Insbesondere die Grafen von Katzenelnbogen zeichneten sich als Bauherren aus (Marksburg, Burg Rheinfels, Reichenberg, Neukatzenelnbogen).
Herausragender Landesherr im 14. Jahrhundert war Kurfürst und Erzbischof Balduin von Trier aus dem Hause Luxemburg. Sein Bruder König Heinrich VII, Graf von Luxemburg und ab 1308 deutscher König, hatte ihm die Reichsstädte Boppard und Oberwesel verpfändet, zwei von insgesamt rund 20 Städten und Orten, die im 13. und 14. Jahrhundert am Rhein zwischen Bingen und Koblenz gegründet wurden und über Stadtrechte bzw. ähnliche Freiheiten verfügten. Nicht in jedem Fall führten die Stadtrechte zu einer tatsächlichen städtischen Entwicklung. In fast allen dieser Orte sind aber bis heute mehr oder minder umfangreiche Reste der Stadtbefestigungen erhalten.
Boppard und Oberwesel widersetzten sich noch lange Zeit der Eingliederung in einen modernen Territorialstaat. In Boppard kam es 1327 und 1497 zu Kämpfen um die Stadtfreiheit. Der Grabstein des 1497 gefallenen Ritters Sifrit von Schwalbach im beliebten Typus des „breitspurigen Eisenfressers“ in der Karmeliterkirche Boppard ist ein Zeugnis dieser Kämpfe um die kommunalen Freiheiten, die ein letztes Mal im Bauernkrieg 1525 auflebten. Die 1340 von Balduin am Rhein ausgebaute Stadtburg in Boppard ist ein Denkmal der Unterdrückung städtischer Selbstständigkeitsbestrebungen.
Da am Mittelrhein die Gebiete der vier rheinischen Kurfürsten eng beieinander lagen, waren die Städte am Rhein Austragungsort zahlreicher reichsgeschichtlich bedeutsamer Reichs- und Kurfürstentage, Königswahlen und Fürstenhochzeiten. Von besonders weitreichender Bedeutung war der Kurverein von Rhense im Jahr 1338.
Vor allem Boppard wurde häufig von deutschen Königen und Kaisern aufgesucht. Die Herrscher residierten dann mit ihrem Gefolge im Königshof vor den Toren der Stadt.
In Bacharach, Gründungsmitglied des rheinischen Städtebundes von 1254/55, residierte zeitweilig König Ludwig IV. der Bayer. Der gemalte Volto Santo in der dortigen Peterskirche gibt Zeugnis der Verehrung Ludwigs für das Luccheser Urbild und belegt den Austausch zwischen Reichsitalien und dem Mittelrhein.

### Neuzeit
Durch Landgraf Philipp den Großmütigen von Hessen hielt die Lehre der Reformation in den katzenelnbogischen Gebieten 1527 Einzug. 1545 erreichte die Reformation durch Kurfürst Friederich II. auch die Gebiete der Kurpfalz.
Das Ringen zwischen Katholiken und Protestanten und die politischen Spannungen im Deutschen Reich mündeten 1618 im Dreißigjährigen Krieg, in den Frankreich, Spanien und Schweden eingriffen. Als man 1648 Frieden schloss, war das Land wirtschaftlich ruiniert, die Bevölkerung durch die Kämpfe, Krankheiten und Hungersnöte mehr als halbiert.
Der Mittelrhein wurde im 17. Jahrhundert zunehmend zum Schauplatz kriegerischer und friedlicher Auseinandersetzungen zwischen Deutschland und Frankreich. Nach Verheerungen im Dreißigjährigen Krieg brachte der Pfälzische Erbfolgekrieg 1688/92 die erste Zerstörung der Burgen und eines Teils der Stadtbefestigungen mit sich. Der Wiederaufbau im 18. Jahrhundert prägt bis heute weite Teile der Koblenzer Innenstadt im Stil des Frühklassizismus.
Als Folge der Revolutionskriege wurde das linke Rheinufer Teil der französischen Republik bzw. des Kaiserreiches. Der in Koblenz residierende Präfekt Lezay-Marnesia ließ ab 1801 die nach der Römerzeit verfallene und nicht mehr benutzbare linksrheinische Straße ausbauen. Lezay-Marnesia förderte auch den Obstbau am Mittelrhein (z. B. Kirschenanbau in Bad Salzig nach dem Vorbild der Normandie), der zum Teil den Ende des 18. Jahrhunderts stark zurückgegangenen Weinbau ersetzte.

### 19. Jahrhundert

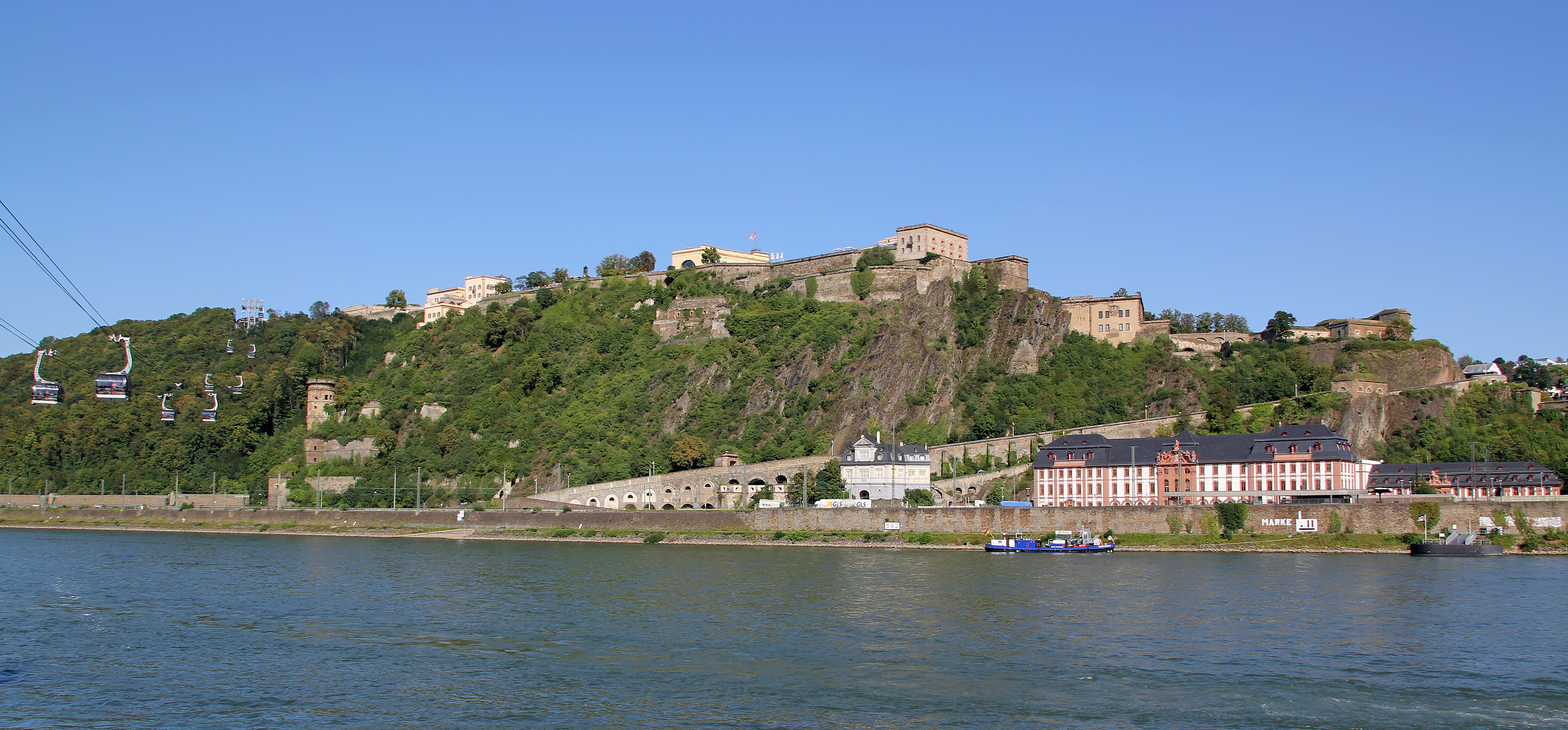
Die Festung Ehrenbreitstein in Koblenz

Die Franzosen unterstellten das Land am Mittelrhein dem Präfekten des Départements Rhin-et-Moselle in Koblenz. Die Bevölkerung war von der neuen Regierung bald angetan, brachte sie doch das Ende der Adelsherrschaft, Abschaffung der Feudalabgaben, liberale Rechtsprechung und andere Vorzüge.
Blüchers Rheinübergang bei Kaub am Neujahrstag 1814 markiert mit der endgültigen Niederlage Napoleons das Ende der französischen Zeit und den Beginn der preußischen Herrschaft am Mittelrhein. Auf dem Wiener Kongress 1815 bekam Preußen die „Wacht am Rhein“ auf dem linken Ufer übertragen. Die rechte Seite blieb nassauisch.
Die Vormachtstellung Preußens wurde durch den Bau der Großfestung Koblenz ab 1817 gesichert. Die Errungenschaften der französischen Verwaltung wurden in der Rheinprovinz (seit 1830) größtenteils wieder abgeschafft, der alte Ständestaat (Adel, Städte, Bauern) wieder errichtet. Der Adel übernahm erneut die politische Führung, das Bildungsbürgertum blieb politisch fast ohne Einfluss. Nach dem preußisch-österreichischen Krieg (1866) annektierte Preußen auch die rechtsrheinischen nassauischen Gebiete.
Die Dampfschifffahrt, vor allem der Dampfschleppkahn zu Beginn der 1840er Jahre, brachte eine erhebliche Intensivierung des Verkehrs auf dem Mittelrhein. Die Rheinschiffahrtsakte vom März 1831 brachte die Befreiung der Rheinschifffahrt von vielen Hemmnissen wie Zöllen, Stapelrechten etc., was eine Belebung des Verkehrs zur Folge hatte.
Diesem Aufschwung konnte ein sich stark schlängelnder und das Fahrwasser laufend verändernder Rhein nicht mehr gerecht werden. Darüber hinaus war die Wasserbautechnik im Auslande und durch die Rezeption und weitere theoretische Durchdringung durch deutsche Wasserbauingenieure wie Eytelwein (1765–1849), Hagen oder Wiebeking weiter fortgeschritten, sodass eine Abkehr von der Unterhaltung des Bestehenden durch landeskulturtechnische Arbeiten zu einer den ganzen Strom mit seinen Nebenflüssen als Einheit erfassenden wasserbautechnischen Arbeit geboten erschien. Dies führte zur Schaffung der Rheinstrom-Bauverwaltung im Jahre 1851, mit Eduard Nobiling als Rheinstrombaudirektor. Durch Rheinbegradigung wurde die Länge des Mittelrheins um 40 km gekürzt.
Weder die Dampfschifffahrt (ab ca. 1830) noch der Bau der Eisenbahnstrecken (ab 1857) konnte die Industrialisierung im engen Rheintal entscheidend fördern. Noch um 1900 herrschte eine vom Weinbau dominierte kleinstädtisch-dörfliche Agrar- und Gewerbestruktur vor.

### 20. Jahrhundert
Nach dem Ende des Ersten Weltkrieges im November 1918 wurden das linke Rheinufer und ein 50 km breiter Streifen auf dem rechten Ufer zur „entmilitarisierten Zone“ erklärt. Zuerst verwalteten Amerikaner, ab 1923 die Franzosen das Gebiet.
Im Rheinland vollzog sich der Übergang von der Monarchie zur Republik fast unbemerkt. Der Plan, eine „Rheinische Republik“ zu errichten (1923), misslang. Die Franzosen zogen ihre Truppen 1929 wieder ab.
Die alliierten Streitkräfte beendeten am 19. März 1945 die Kampfhandlungen des Zweiten Weltkrieges am Mittelrhein. Anschließend übernahmen die Franzosen die Verwaltung des Gebietes in ihrer Besatzungszone.
Ende 1946 entstand das Bundesland Hessen, ein halbes Jahr später folgte die Gründung des Landes Rheinland-Pfalz. Obwohl historisch wenig zusammengehörende Gebiete in den neuen Ländern zusammengefasst wurden, stellte sich rasch ein Zusammengehörigkeitsgefühl ein. Der Wunsch nach einer die Geschichte mehr berücksichtigenden Einteilung verstummte allerdings nie ganz.

## Burgen, Festungen und Schlösser
Infolge seiner Geschichte weist das Mittelrheintal weltweit die höchste Dichte an Burgen auf. Zu den wichtigsten Burgen und Festungen der Region gehören die Marksburg als noch erhaltene Höhenburg, die Burg Pfalzgrafenstein, die auf einer Felsinsel mitten im Strom liegt, sowie Burg Rheinfels, welche im Laufe der Zeit zur Festung ausgebaut wurde. Schloss Stolzenfels wiederum steht wie kein anderes für die Rheinromantik, die sich nicht nur auf die Rezeption vorhandener Bauten beschränkte, sondern auch zu Restaurierungen und Neubauten anregte. Ebenfalls in Koblenz befinden sich das Kurfürstliche Schloss, bis zur Eroberung durch französische Revolutionstruppen die letzte Residenz des Kurfürsten von Trier sowie die im 19. Jahrhundert von den Preußen erbaute Festung Ehrenbreitstein. Sie war die stärkste ihrer Art am Rhein und Teil der Festung Koblenz.

### Burgenbau
Die Burgen im Mittelrheintal sind bis auf wenige Ausnahmen vom 12. bis in die erste Hälfte des 14. Jahrhunderts entstanden. Sie wurden meist auf den Mittelterrassen gebaut, die bei der Bildung des Tales entstanden.
Im 10. und 11. Jahrhundert war der Burgenbau ein Privileg des Reichs (König, Hochadel). Bauten vor dieser Zeit waren meist in Holz- und Erde-Bauweise ausgeführt.
Ab dem 12. Jahrhundert setzte eine Schwächung des Königtums ein. Die Macht der Fürsten wuchs (ab 1220 und 1231 Übertragung wichtiger Rechte (Regalien) an die geistlichen (Confoederatio cum principibus ecclesiasticis) und weltlichen (Statutum in favorem principum) Reichsfürsten, ab 1273 Wahlkönigtum, 1356 endgültige Ausbildung von Territorialstaaten). Dies war auch die Zeit des Baus der meisten Burgen. Allein vier von sieben Kurfürsten besaßen Gebiete im Mittelrheintal. Die politische Landkarte zeigte einen Flickenteppich, da diese Gebiete nicht zusammenhängend waren. Zunächst entstanden die Burgen zur Gebietssicherung. Ab dem späten 12. Jahrhundert entdeckten die Fürsten den Zoll als Einnahmequelle, so dass jetzt auch Burgen zur Zollsicherung gebaut wurden. Burgen im Stadtbering wurden im Normalfall als Zwingburg gegen die nach Freiheit strebenden Städter gebaut.
Ende des 14. Jahrhunderts kamen auch hier in der Region Feuerwaffen auf. Spätestens ab dem 15. Jahrhundert waren bauliche Reaktionen nötig, die sich nur begüterte Burgbesitzer leisten konnten. Durch die Feuerwaffen verloren schon im Spätmittelalter viele Burgen ihre strategische Bedeutung. Meist setzt jetzt langsamer Verfall ein oder sie werden aufgegeben.
Schon im Dreißigjährigen Krieg gab es zahlreiche Zerstörungen durch durchziehende Truppen. Die endgültige Zerstörung fast aller Burgen besorgten die Truppen Ludwigs XIV. im Pfälzischen Erbfolgekrieg 1689. Ausnahmen bildeten bei den Höhenburgen nur die Festung Ehrenbreitstein, die Marksburg und Burg Rheinfels.
Mit Aufkommen der Rheinromantik wurden viele Burgen nach 1815 bis Ende des 19. Jahrhunderts neu aufgebaut.

### Liste der Mittelrheinische Burgen und Festungen

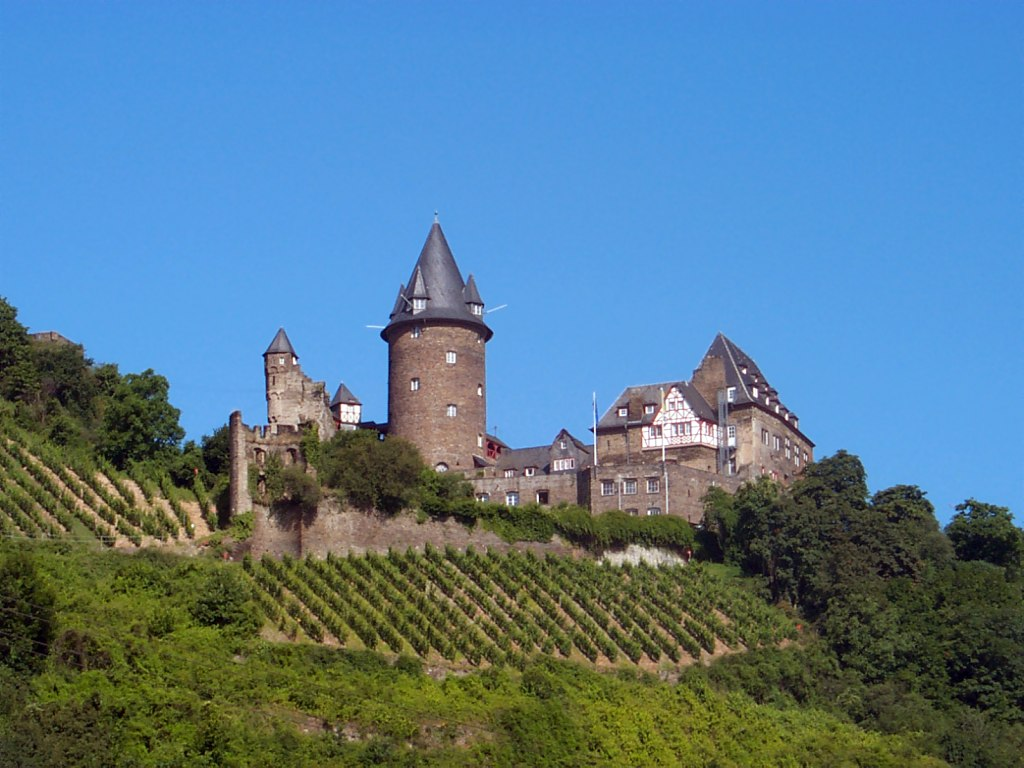
Burg Stahleck bei Bacharach

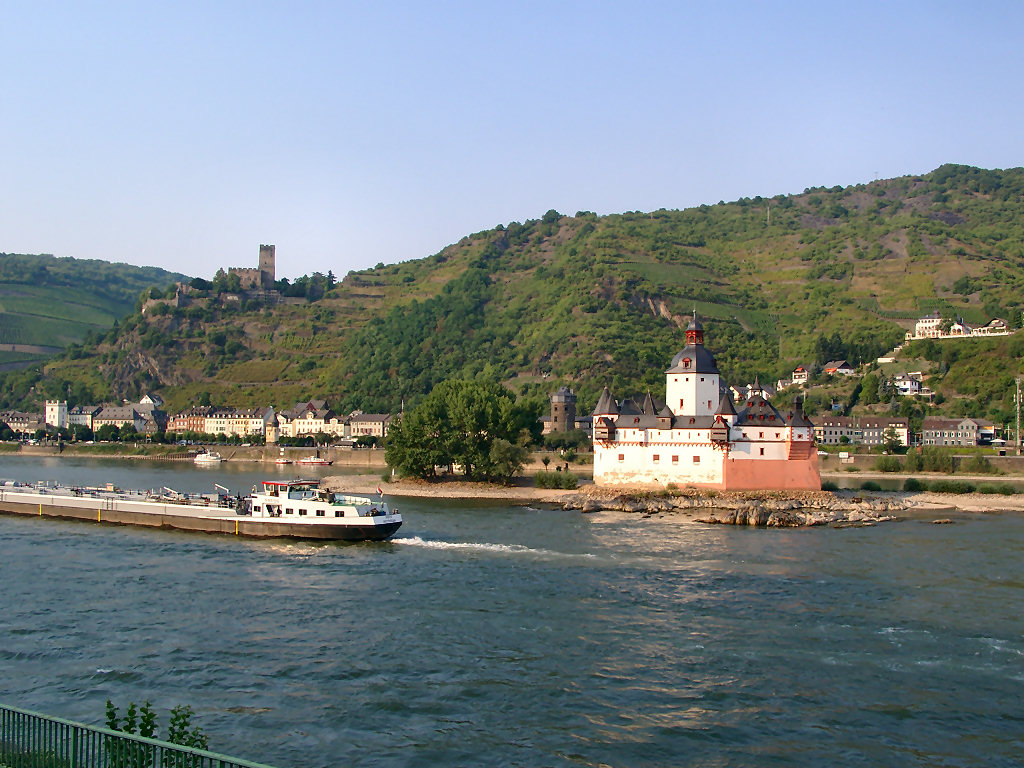
Burg Pfalzgrafenstein bei Kaub

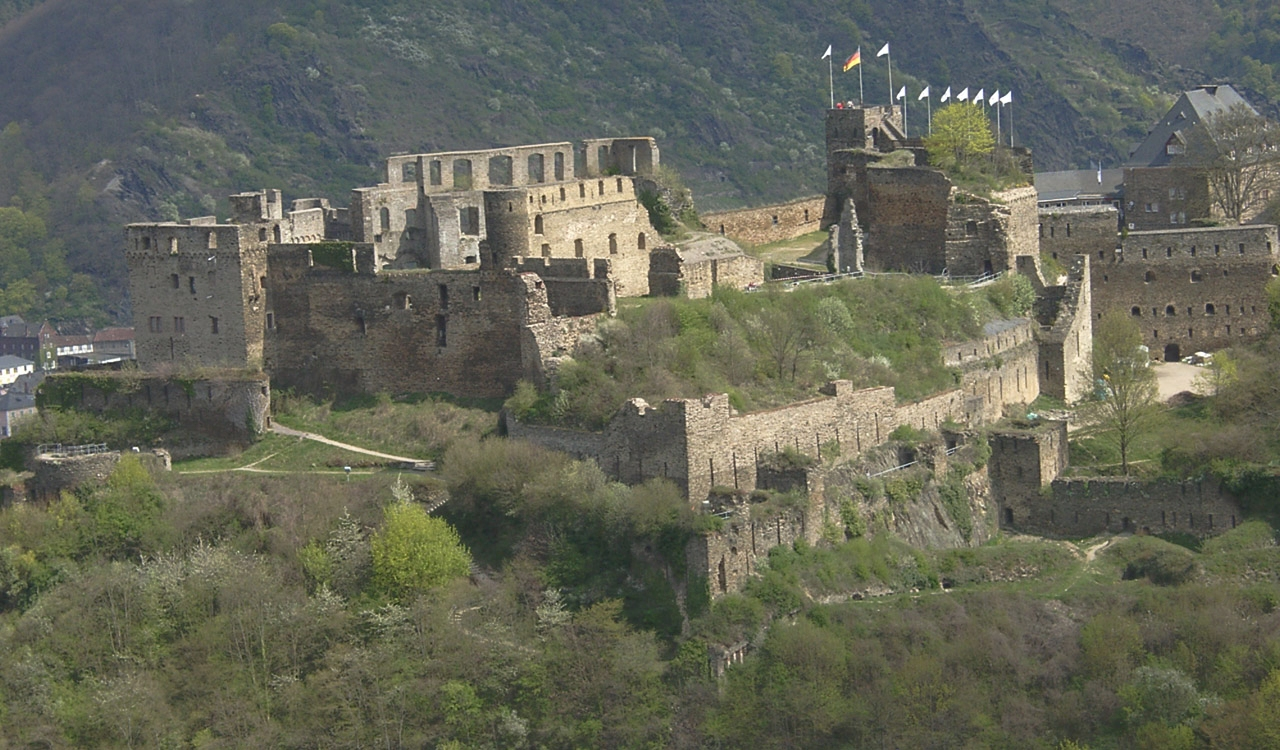
Burg Rheinfels bei St. Goar

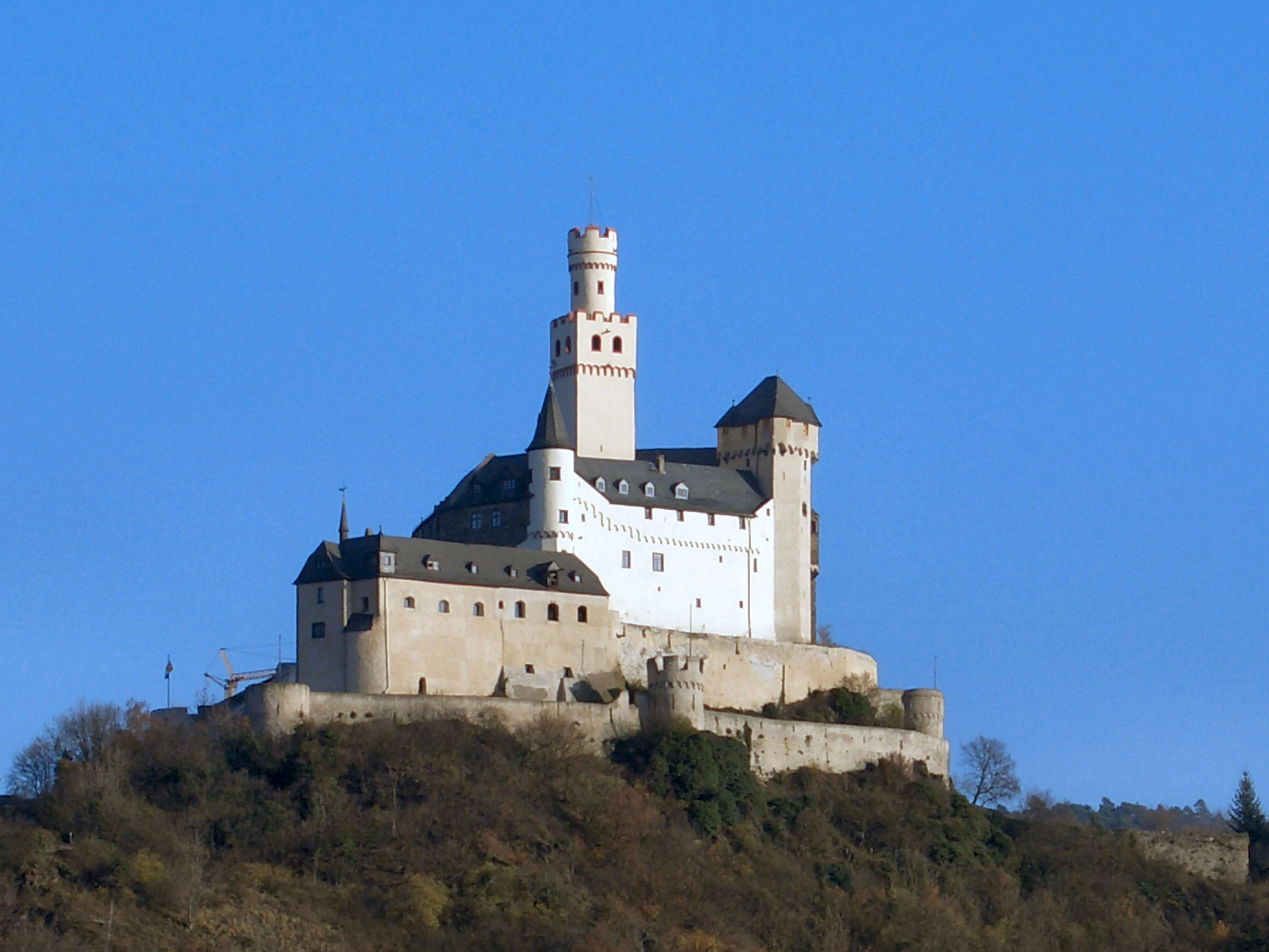
Marksburg bei Braubach

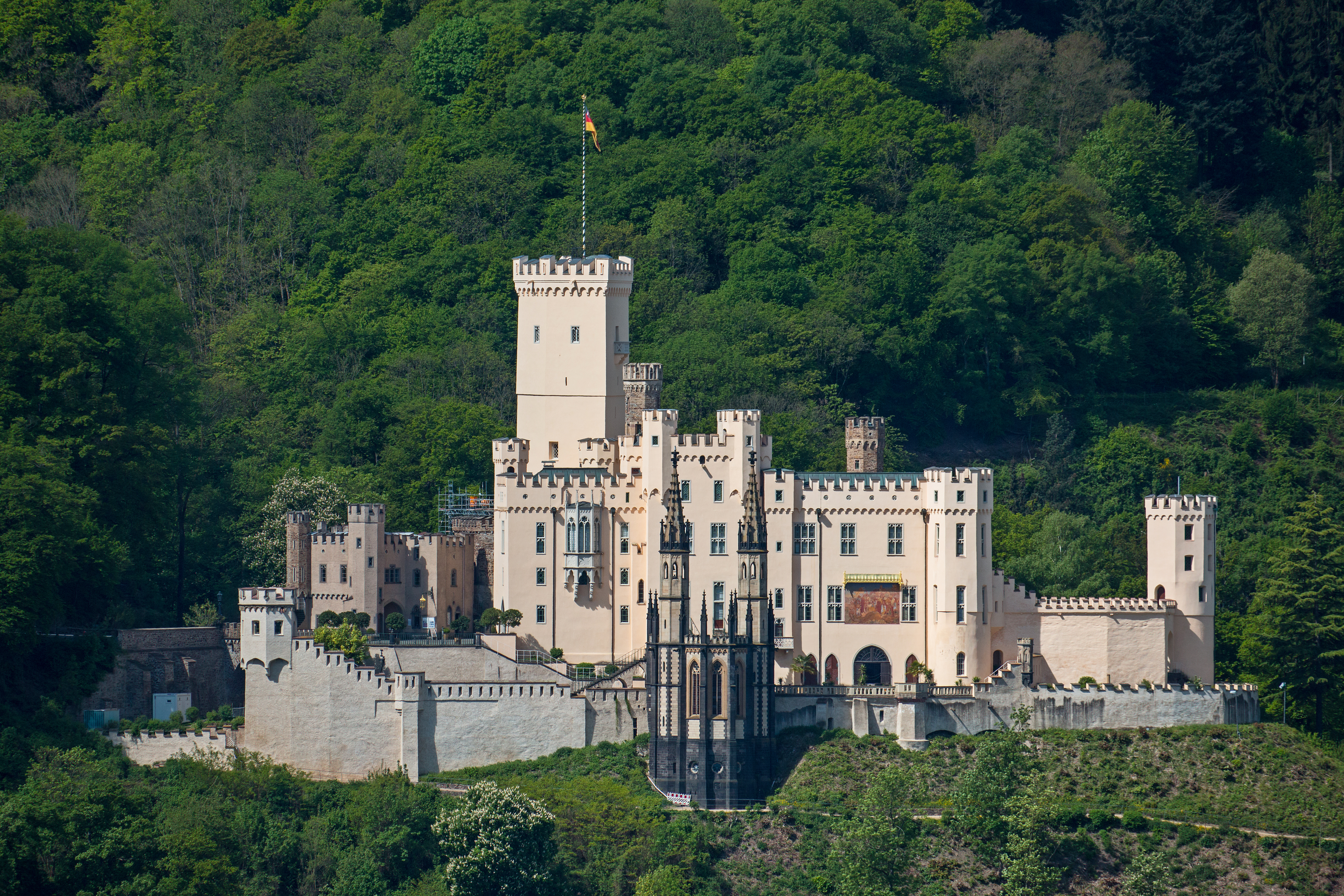
Schloss Stolzenfels bei Koblenz

Die Burgen sind in Flussrichtung aufgelistet.
| Linksrheinisch | Rechtsrheinisch |
| --- | --- |
| - Burg Klopp - Trutzbingen - Burg Rheinstein - Burg Reichenstein - Burg Sooneck - Heimburg in Niederheimbach - Burg Fürstenberg - Burg Stahlberg - Burg Stahleck - Schönburg - Burg Rheinfels - Alte Burg (Boppard) - Schloss Stolzenfels - Fort Großfürst Konstantin - Alte Burg (Koblenz) - Kurfürstliches Schloss Koblenz - Feste Kaiser Franz - Stadtburg Andernach - Burg Namedy - Schloss Brohleck - Burg Rheineck - Sinziger Schloss - Schloss Marienfels - Burg Rolandseck - Godesburg - Poppelsdorfer Schloss - Kurfürstliches Schloss Bonn | - Boosenburg - Brömserburg - Vorderburg - Burg Ehrenfels - Hilchenhaus - Ruine Nollig - Ruine Waldeck - Sauerburg - Burg Pfalzgrafenstein - Burg Gutenfels - Burg Katz - Burg Reichenberg - Burg Maus - Burg Liebenstein - Burg Sterrenberg - Schloss Liebeneck - Burg Osterspai - Schloss Philippsburg (Braubach) - Marksburg - Martinsburg - Burg Lahneck - Fort Asterstein - Schloss Philippsburg (Koblenz) - Festung Ehrenbreitstein - Schloss Sayn - Burg Sayn - Schloss Engers - Schloss Neuwied - Burg Altwied - Marienburg - Burg Hammerstein - Schloss Arenfels - Burg Dattenberg - Burg Linz - Burg Ockenfels - Burg Vilzelt - Löwenburg - Wolkenburg - Burg Drachenfels - Schloss Drachenburg - Burg Lede |

## Welterbe „Oberes Mittelrheintal“

Logo des UNESCO-Welterbes „Kulturlandschaft Oberes Mittelrheintal“

Die Loreley

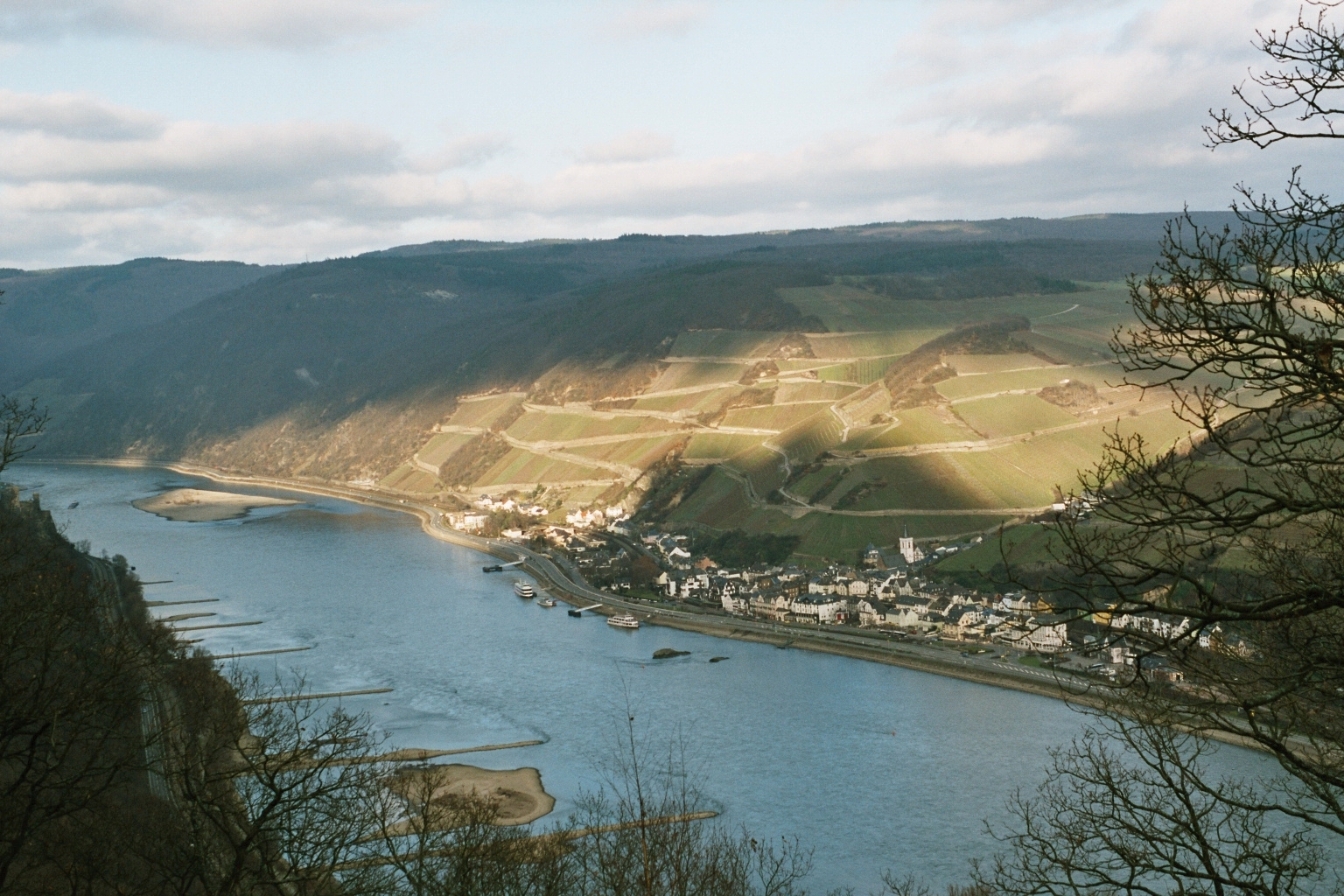
Assmannshausen vom Damianskopf

Die „Kulturlandschaft Oberes Mittelrheintal“ ist das Rheinengtal von Bingen und Rüdesheim bis Koblenz. Am 27. Juni 2002 wurde diese einzigartige Kulturlandschaft in die Liste des Weltkulturerbes der UNESCO aufgenommen.

### Kriterien einer Kulturlandschaft
Voraussetzung ist ein hinsichtlich der unten genannten Kriterien geschlossener Landschaftsraum, der eine gewisse Einzigartigkeit aufweist und vom Menschen eine besondere Ausgestaltung erfuhr. Im Oberen Mittelrheintal ist dies im Rheindurchbruch durch das Rheinische Schiefergebirge gegeben. Das Tal mit steilen Felshängen erzwang die Nutzung in Form von Terrassen, die das Tal im Laufe der Jahrhunderte gestalteten. Besonders geprägt wurde es durch den seit dem 8. Jahrhundert nachgewiesenen Weinanbau auf Terrassen, Schiefergewinnung und die Niederwaldwirtschaft. Landwirtschaft war nur auf den Hochflächen möglich.
Einzigartig ist daneben die Vielzahl der über 40 Burgen, die entlang von nur 65 Stromkilometern errichtet wurden. Das Obere Mittelrheintal ist der Inbegriff der romantischen Rheinlandschaft und zudem eine klassische Verkehrslandschaft (wichtiger Schifffahrtsweg, zwei Bundesstraßen und zwei Bahntrassen).

### Verkehrsplanung
Die UNESCO stellte bereits im Zusammenhang mit der Zuerkennung des Weltkulturerbestatus fest, dass der durch Verkehr erzeugte Lärm (an dem die Bahnstrecken einen erheblichen Anteil haben) ein Problem sei. Konkrete Maßnahmen wurden aber weder empfohlen noch gefordert.

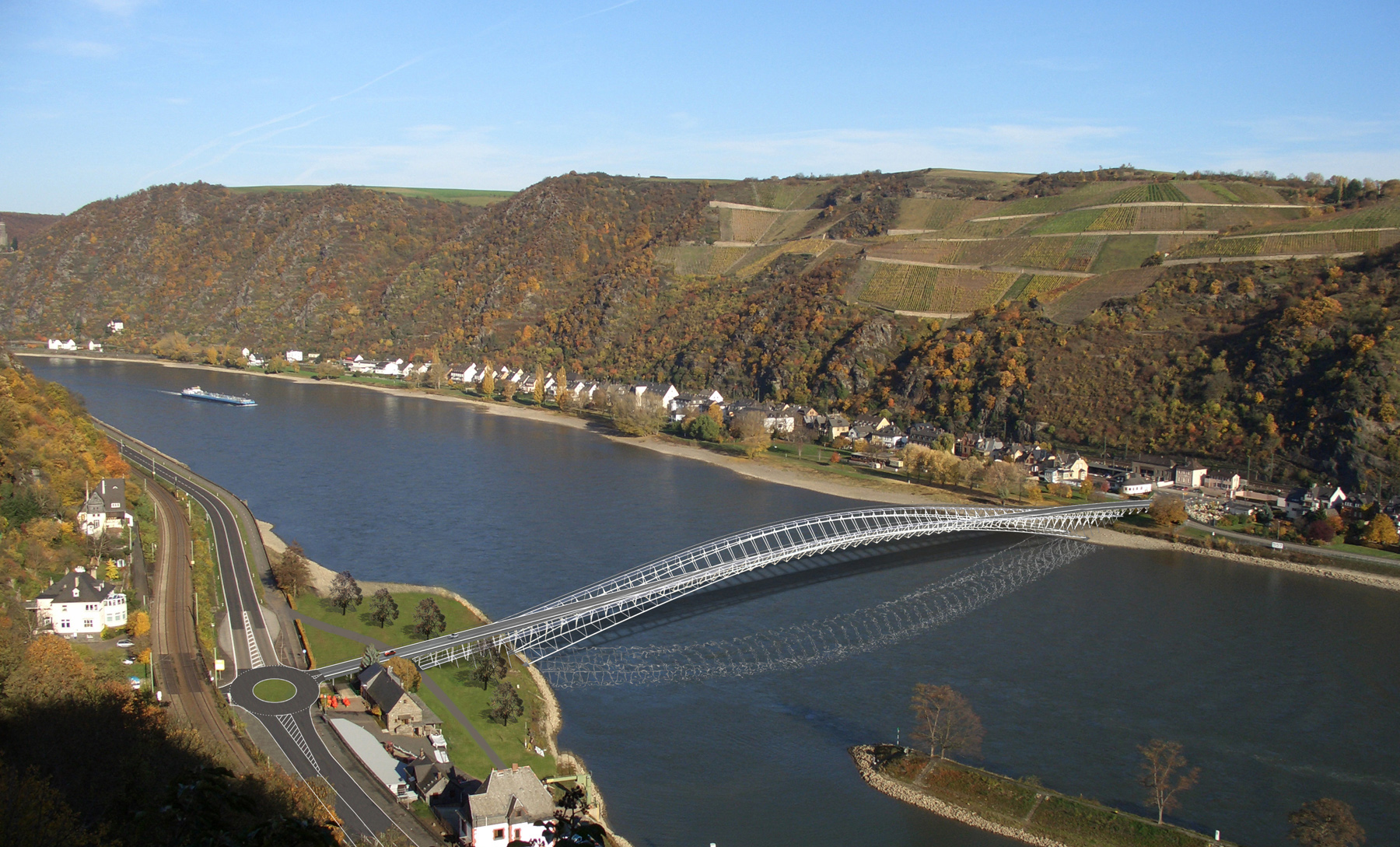
Fotomontage der Mittelrheinbrücke

Auf dem gesamten Flussabschnitt zwischen Mainz und Koblenz gibt es keine Brücke, sodass sich der Rhein dort nur mit Fähren überqueren lässt. Die rheinland-pfälzischen Landesregierung plant daher seit Jahren eine feste Rheinquerung bei St. Goar und Sankt Goarshausen. Der Bau der Mittelrheinbrücke soll mit der UNESCO abgestimmt werden. Diese verlangte am 29. Juli 2010 vor der weiteren Planung einen Masterplan, der den Bedarf und die Verträglichkeit mit dem Welterbe-Status darlegen soll. In weiteren Beratungen wird die UNESCO dann entscheiden, ob eine geplante Brücke mit dem Welterbe-Status verträglich ist. Ob ähnliche Probleme wie beim Dresdner Elbtal vermieden werden können, wird sich erst in den weiteren Beratungen zeigen.
Die zur Bundesgartenschau 2011 in Koblenz errichtete Rheinseilbahn stellte ebenfalls eine Gefährdung des Welterbestatus dar. Aus diesem Grund einigten sich die Ausrichter der Gartenschau mit der UNESCO auf eine möglichst unauffällige Gestaltung der Seilbahnbauwerke und den Abbau der Seilbahn nach drei Jahren. Die UNESCO hat am 19. Juni 2013 in Phnom Penh auf der 37. Sitzung des Welterbekomitees beschlossen, den Betrieb der Seilbahn bis 2026 zu erlauben. In diesem Jahr endet die technisch längstmögliche Betriebsdauer.